# Liste der Wappen mit der Jakobsmuschel

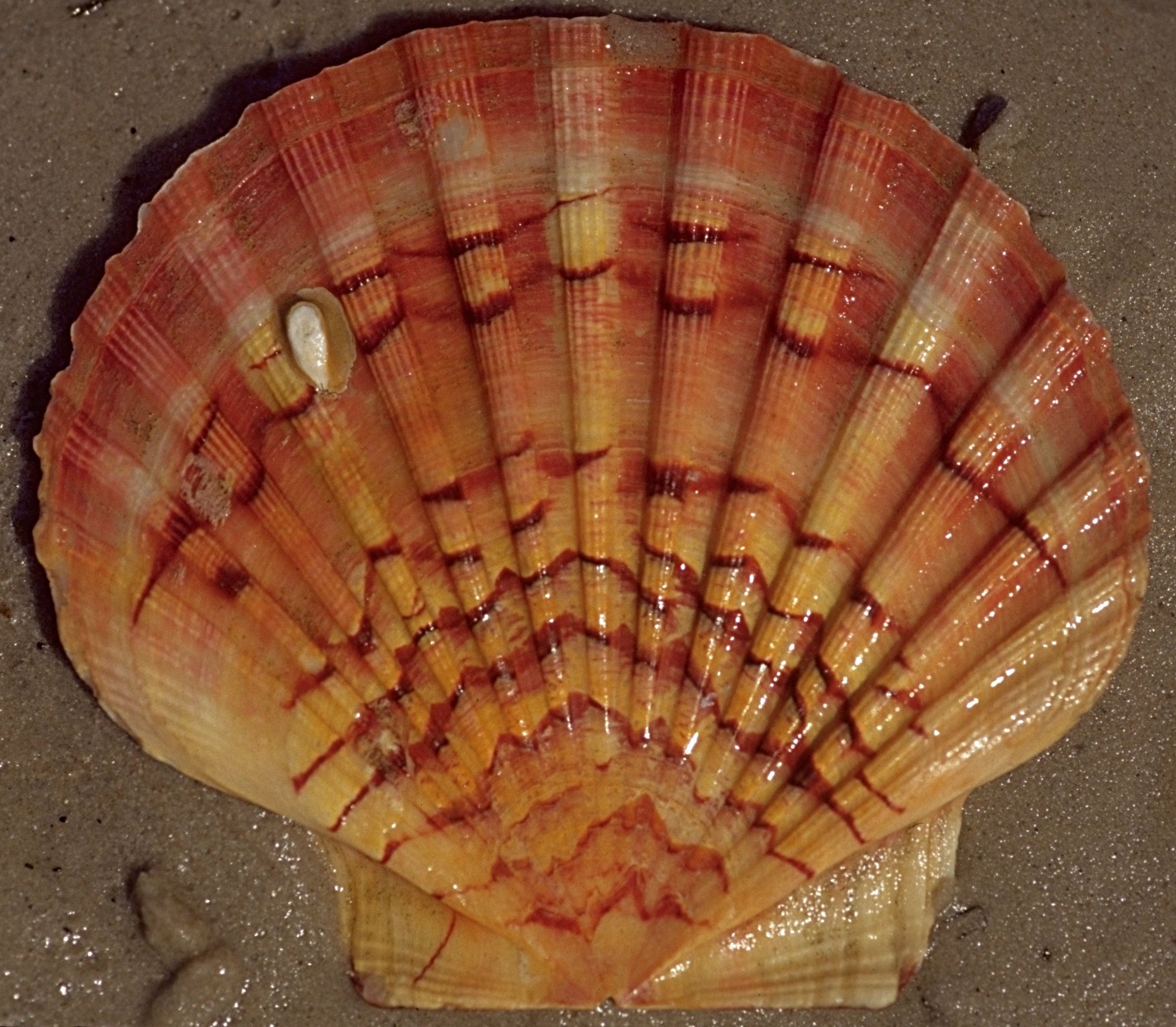
Große Pilgermuschel
(Pecten maximus)

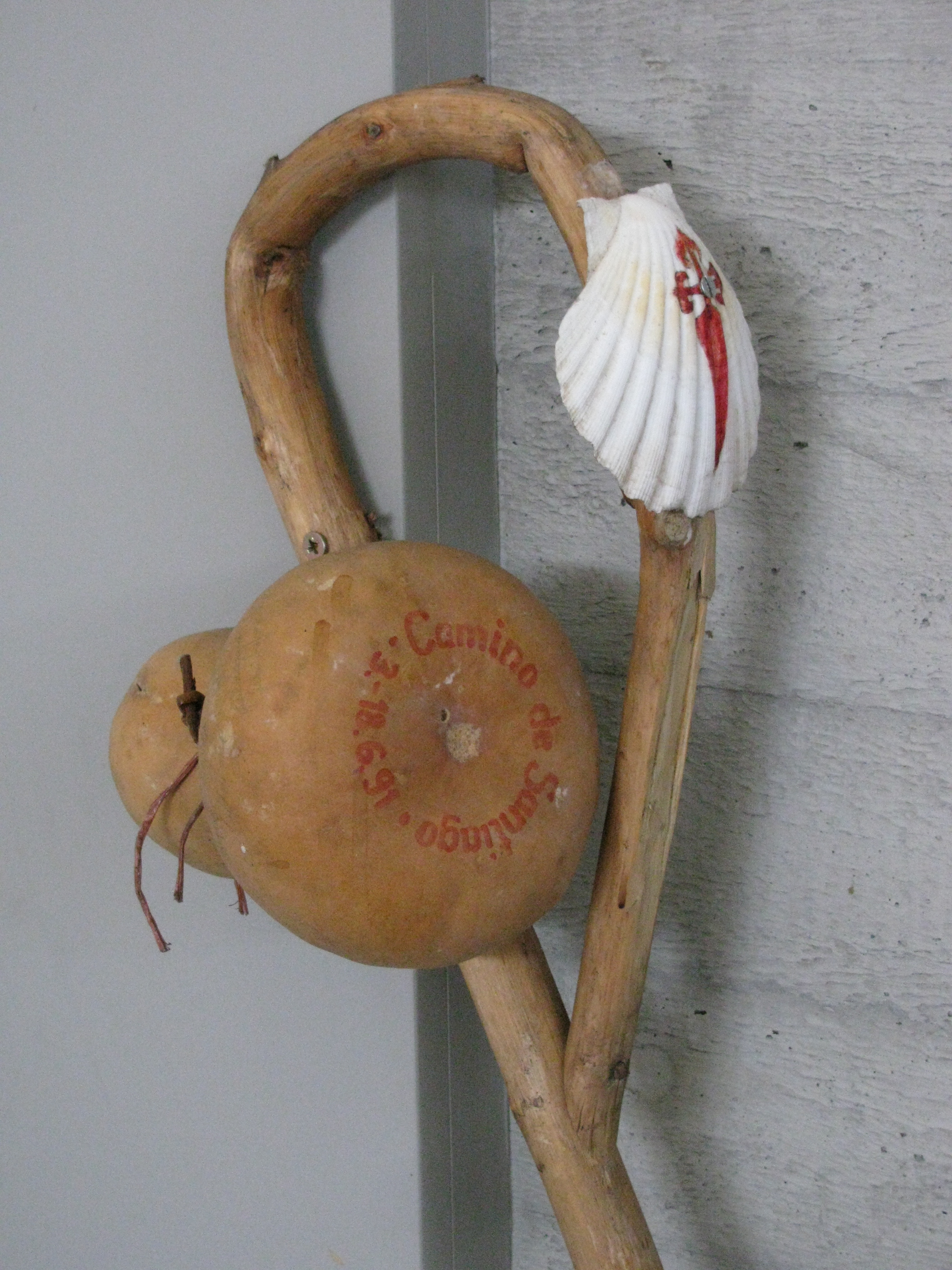
Pilgerattribute: Stab mit Kalebasse und Muschel; St. Jakobus, Brochenzell

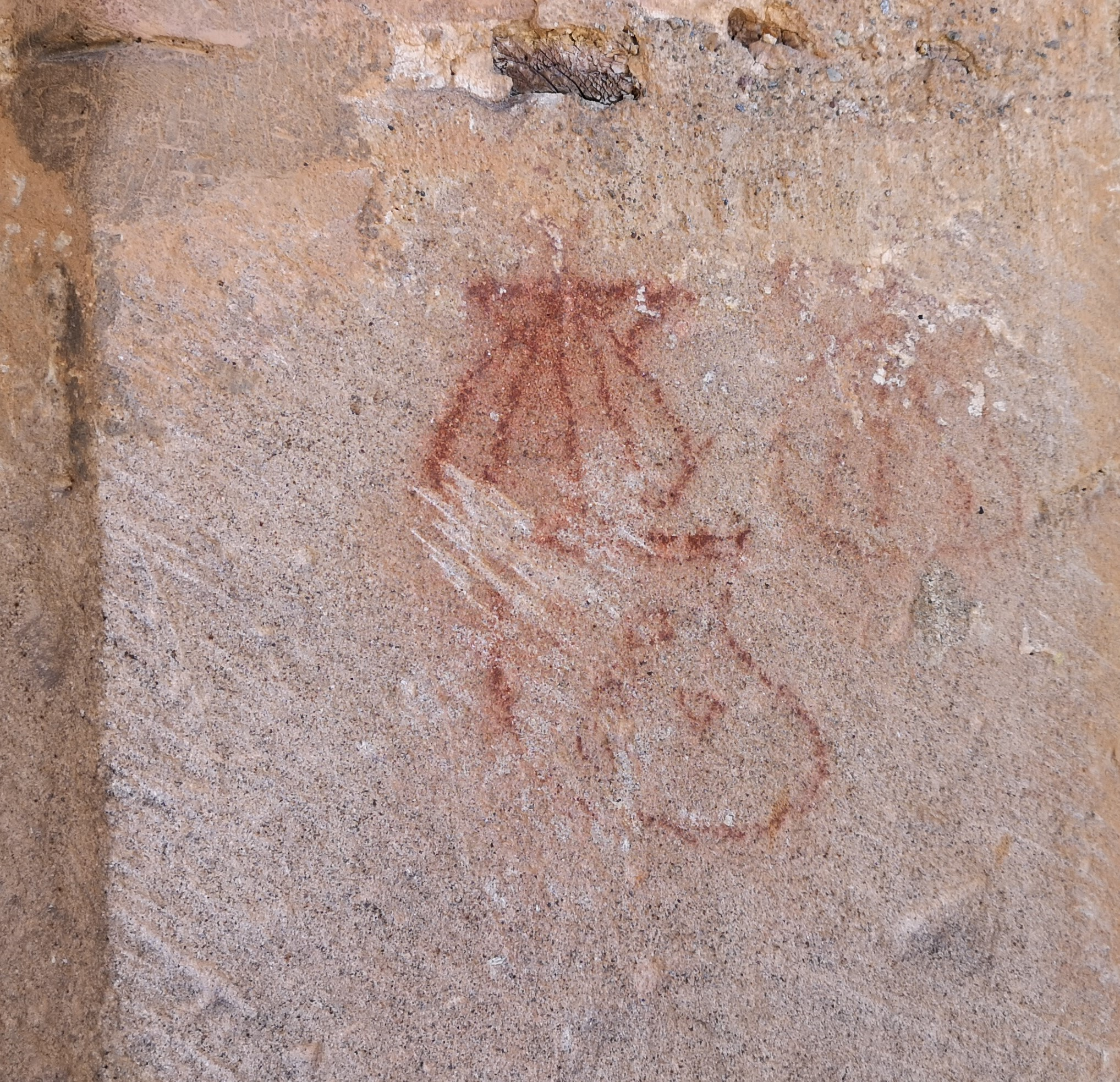
Rötelzeichnung am Kirchenportal von St. Jakob am Sand mit Pilgermuschel und -beutel, 16. Jh. (?)

Die Liste der Wappen mit der Jakobsmuschel enthält Kommunalwappen sowie weitere Wappen und Logos mit der Jakobsmuschel. Als Jakobs- oder Pilgermuscheln werden zwei nahe verwandte Arten von Muscheln bezeichnet, die beide zur Gattung Pecten gehören.
Der Name Jakobsmuschel geht auf den heiligen Jakobus, den Schutzpatron der Pilger, zurück, dessen Erkennungszeichen die Muschel ist. Daher ist die Jakobsmuschel auch als das Symbol der Pilger, insbesondere derer vom Jakobsweg, bekannt. Die christlichen Pilger des Mittelalters benutzten die Jakobsmuschel zum Wasserschöpfen. Ein unter Jakobspilgern verbreiteter Brauch war es, den Pilgergang 60 Kilometer weiter am Cap Finisterre zu beenden, um dort aus dem Meer eine echte Jakobsmuschel zu sammeln. Als Pilgerzeichen am Hutband des Hutes oder am Gürtel getragen, ist sie geschichtlich mit der Wallfahrt nach Santiago de Compostela verbunden, um damit an den Besuch des Grabs des heiligen Jakobus zu erinnern. Die Muschel war mehr als nur ein Souvenir. Nach der Rückkehr in die Heimat sicherte sie ihrem Träger Ansehen, und mancher ließ sich die Muschel ins Grab legen.

## Staatswappen
Guinea-Bissau (seit 1973)

Hauptmerkmal des Wappens ist auf rotem Grund ein schwarzer Stern, der Teil der traditionellen Pan-Afrikanischen Symbole ist und als „Schwarzer Stern von Afrika“ bezeichnet wird; eine Muschel – Symbol für die Lage des Landes an der Küste Afrikas – am unteren Rand vereinigt zwei zueinander symmetrische Olivenzweige; oberhalb der Muschel ein Banner über den Olivenzweigen mit dem Nationalmotto Unidade, Luta, Progresso (port., „Einigkeit, Kampf, Fortschritt“)
Kap Verde (1975–1992)

Das Wappen zeigte eine rote Scheibe, auf ihr links und rechts je eine Maispflanze, unterhalb eine Jakobsmuschel, in der Mitte ein goldener Kreis mit einer Hacke, einem Zahnrad, einem aufgeschlagenen Buch und dem schwarzen Stern, dem Leitstern der afrikanischen Freiheit.

## Kommunalwappen

### Argentinien

Santiago del Estero

### Australien

Ballina Shire
Sydney

### Bolivien

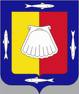
La Paz

### Brasilien

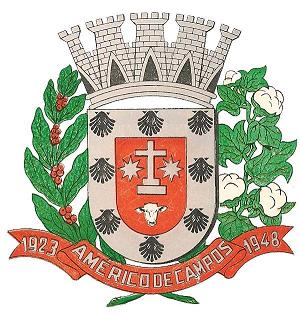
Américo de Campos
Brejo do Cruz
Canavieiras
Carmo do Paranaíba
Catolé do Rocha
Franco da Rocha
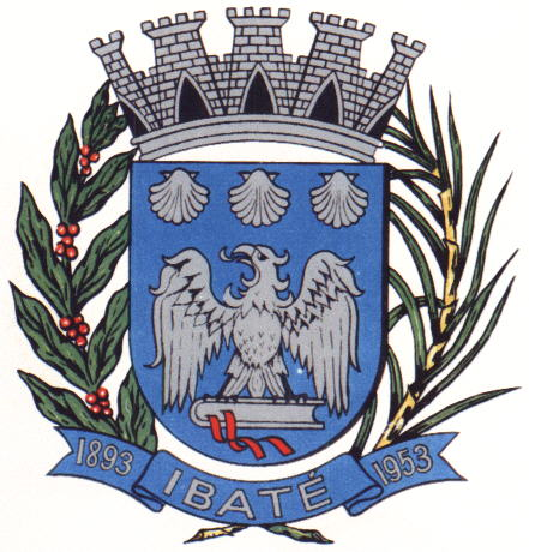
Ibaté
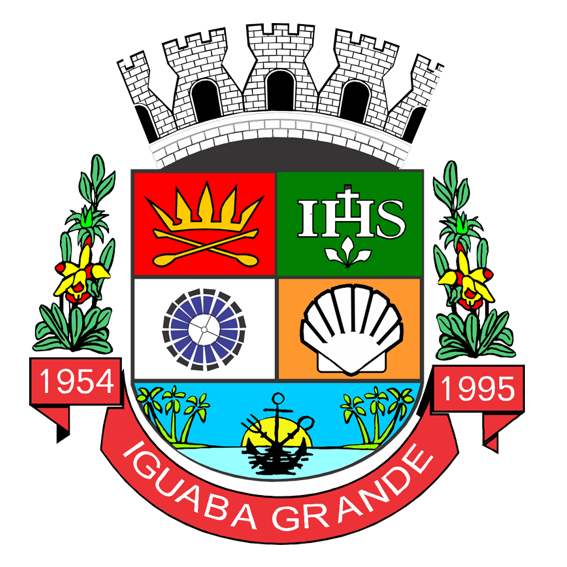
Iguaba Grande
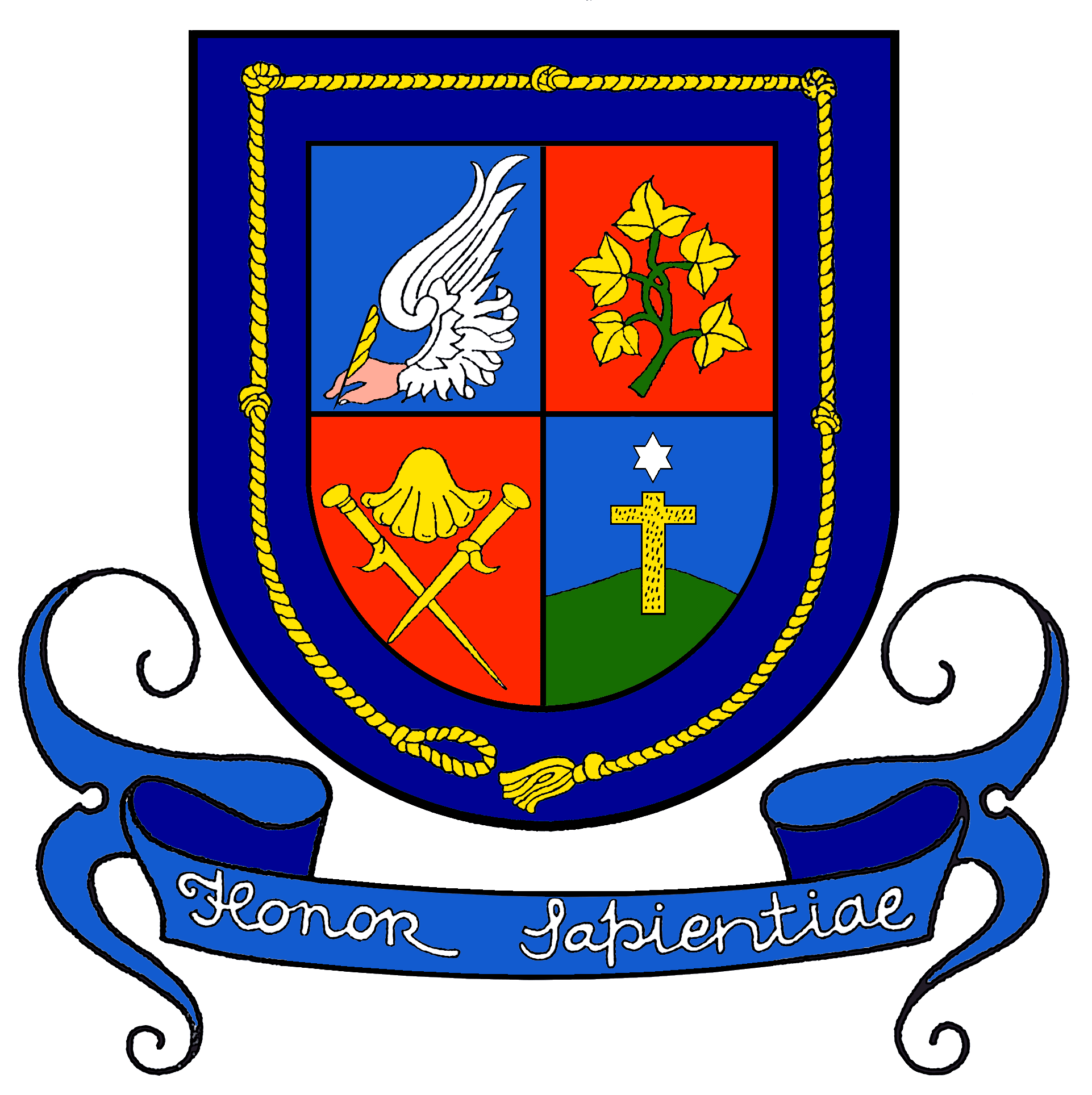
Jaboatão
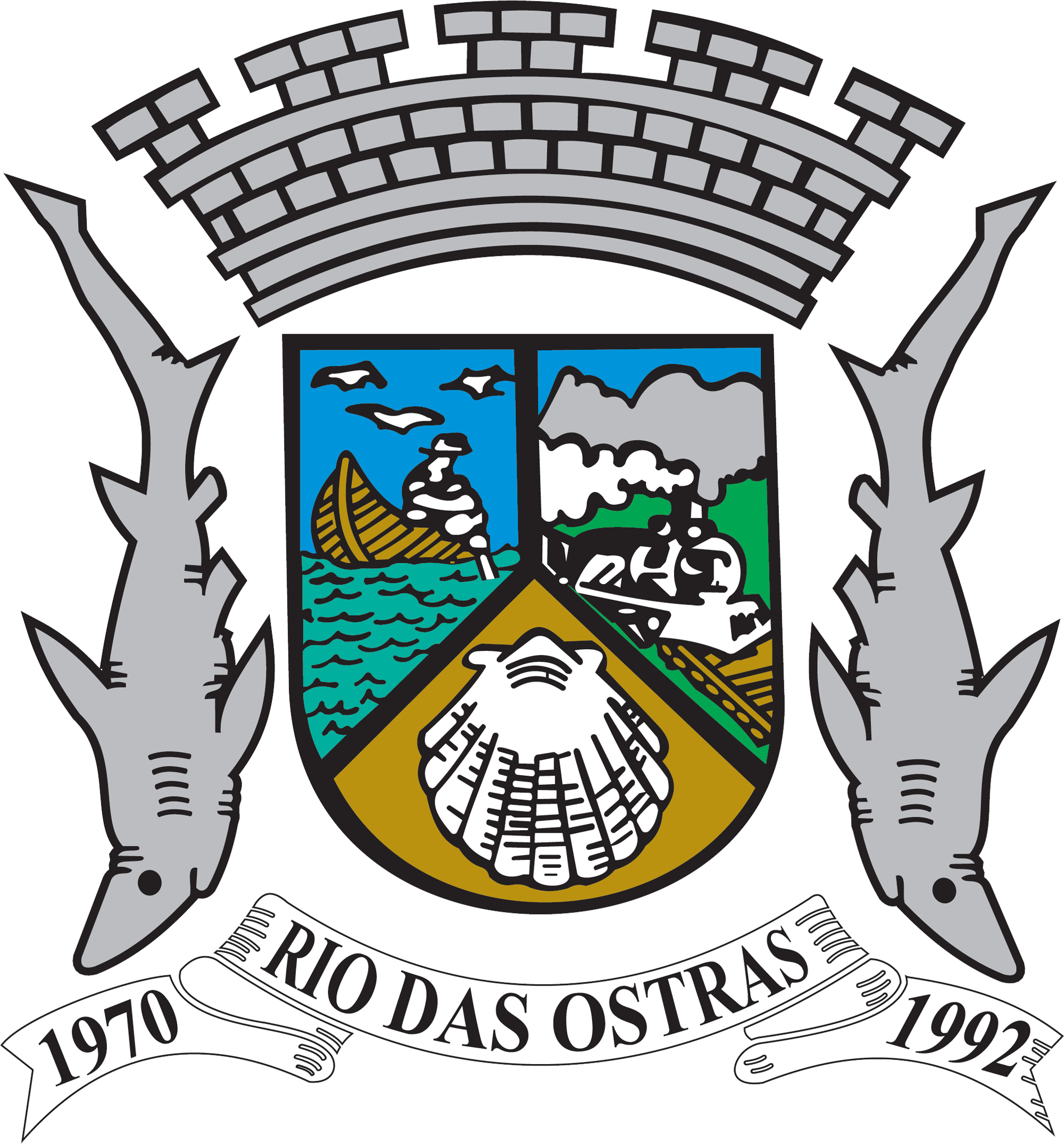
Rio das Ostras
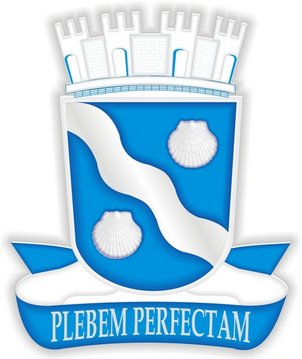
São João do Rio do Peixe
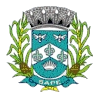
Sape
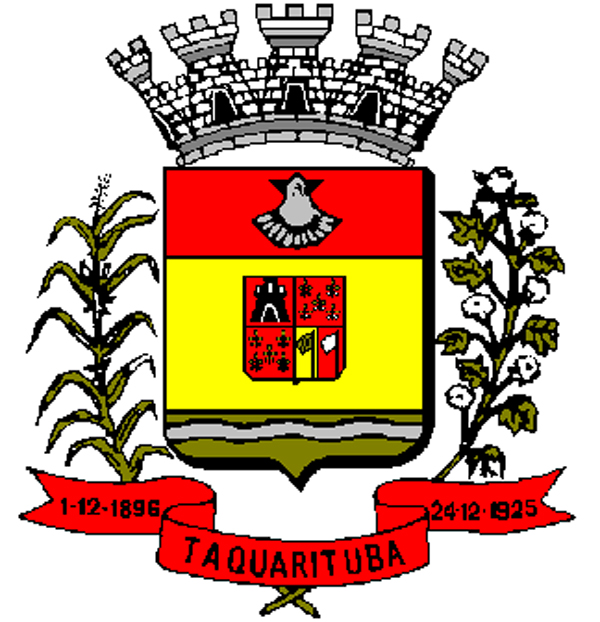
Taquarituba

### Chile

Cerro Navia
La Cisterna
Las Condes
La Granja
Conchalí
Estación Central
La Pintana
La Pintana (Variante)
La Reina
Lo Prado
Macul
Mejillones
Ñuñoa
Osorno
Papudo
Peñalolén
Providencia
Pudahuel
Quilicura
Quillota
Quinta Normal
Recoleta
Renca
San Joaquín
San Miguel
San Ramón
Santiago de Chile
Santiago (Variante)
Talcahuano
Yumbel

### Dänemark

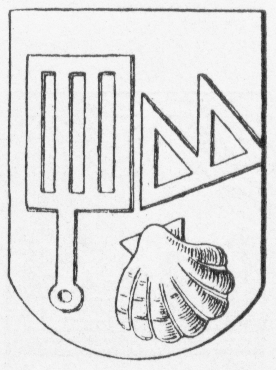
Amt Øster Herreds
Randers Amt
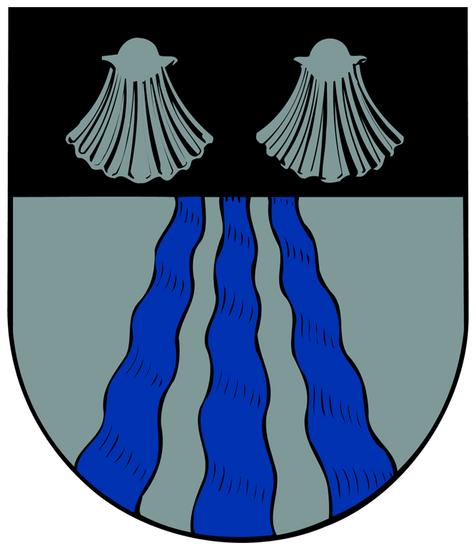
Ballerup Kommune
Ballerup Kommune Variante

### Dominikanische Republik

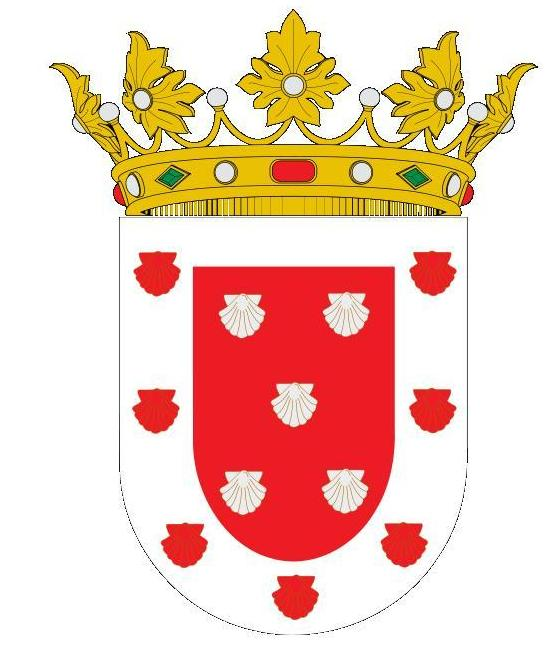
Santiago de los Caballeros

### Finnland

Ehemalige Gemeinde Pargas
Renko
Särkisalo

### Großbritannien

Bedfordshire
Bedworth
Brighton
London Borough of Bromley
London Borough of Camden
London Borough of Camden
Cleethorpes
London Borough of Hammersmith and Fulham
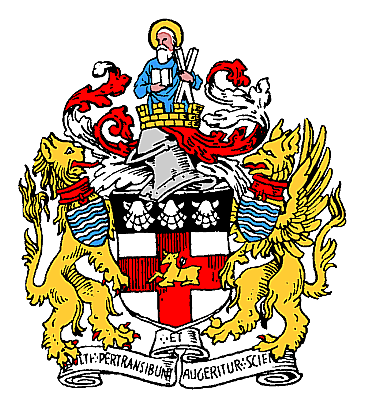
Metropolitan Borough of Holborn
North Norfolk
Poole
Poole (1910)
Poole (1925)
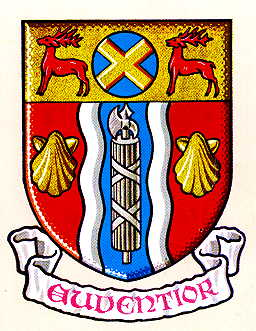
Watford
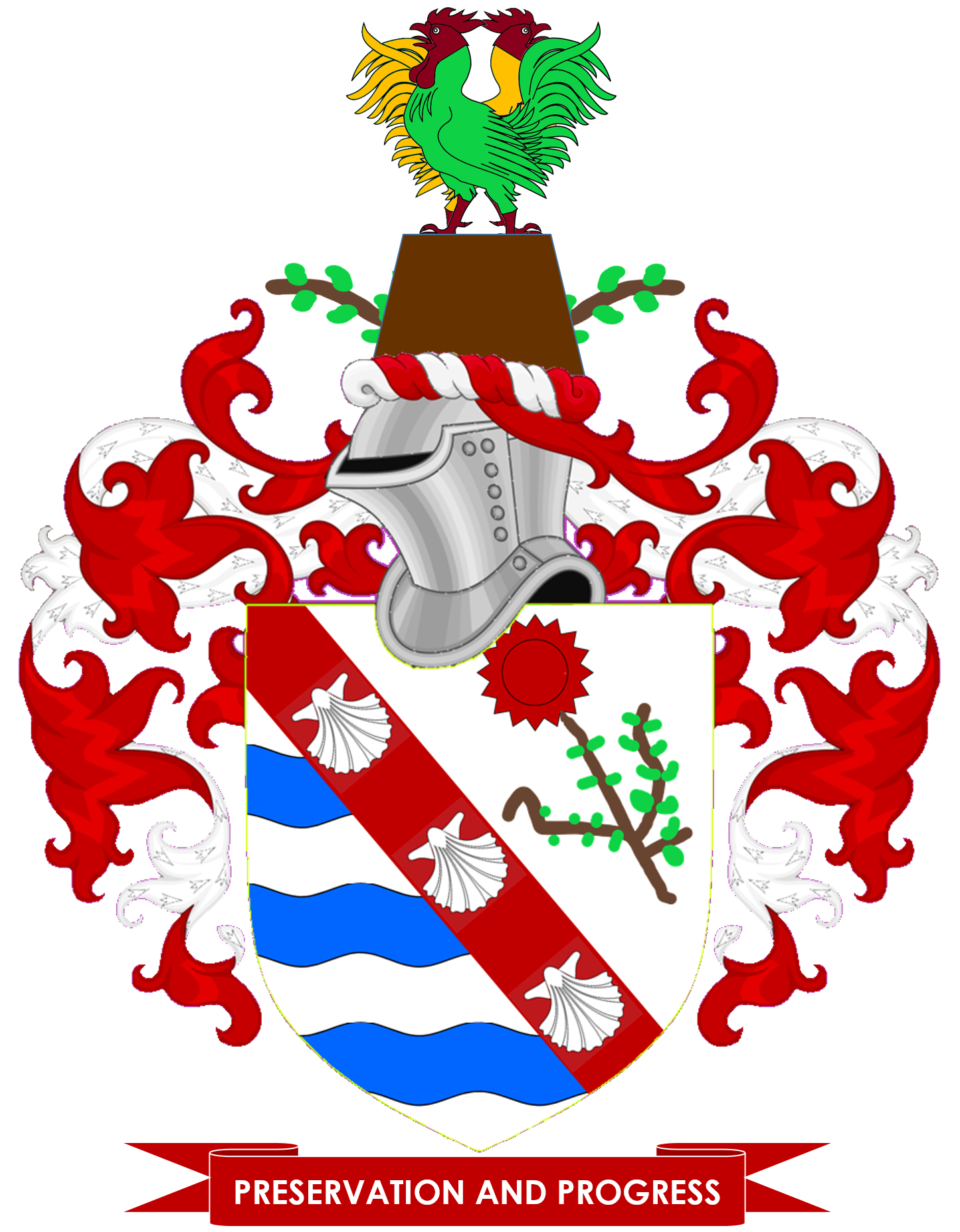
Woodbridge

### Guatemala

Guatemala-Stadt
Antigua Guatemala

### Irland

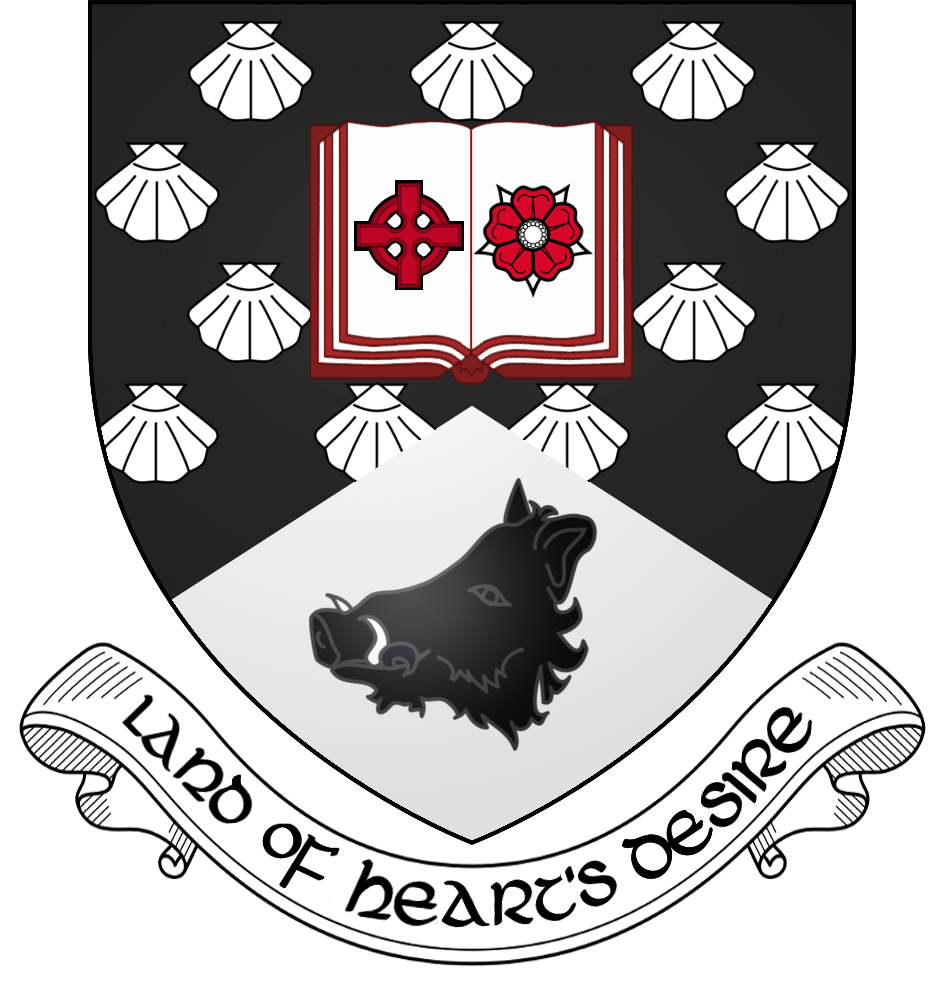
County Sligo
Sligo
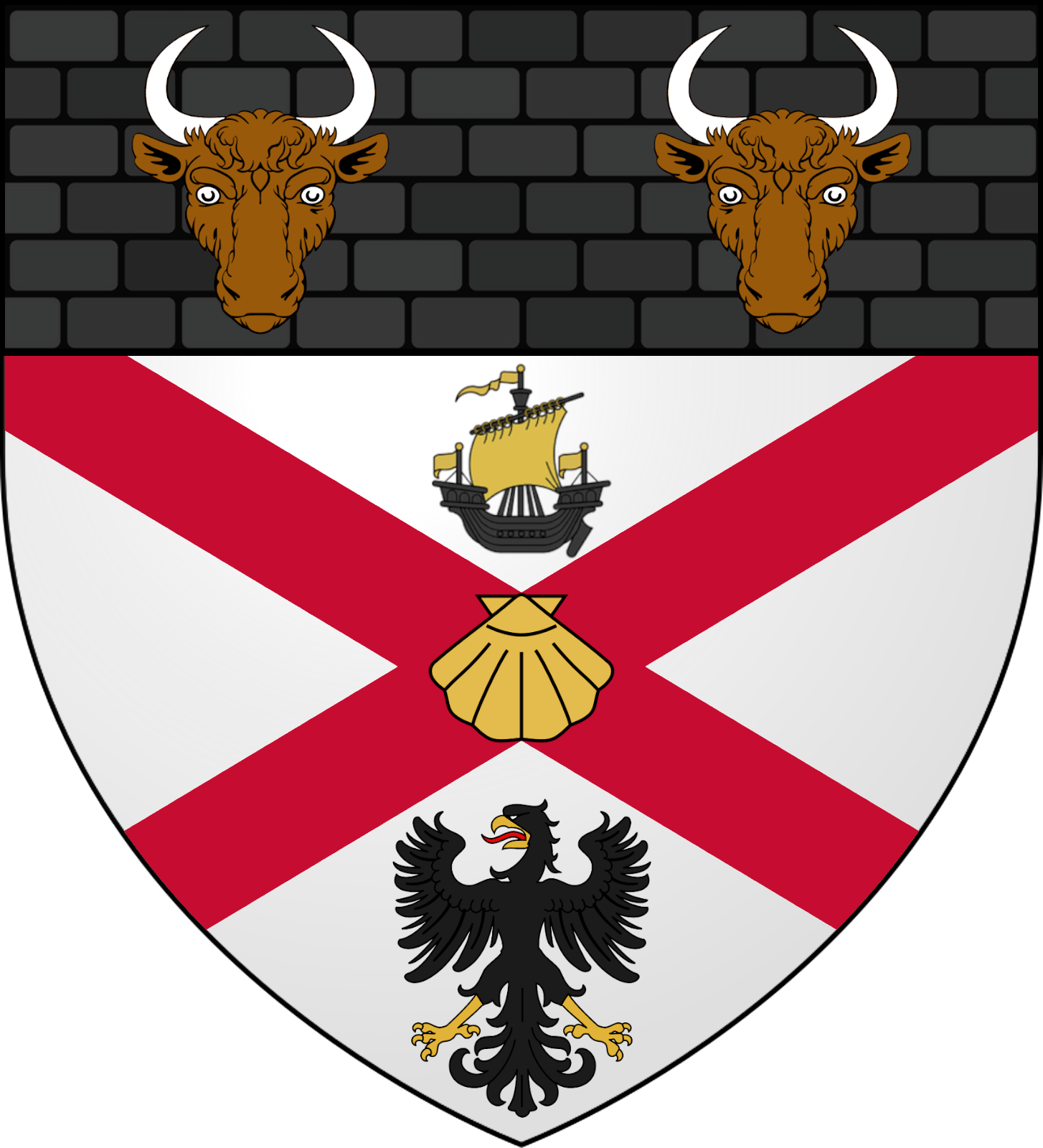
Westport

### Italien

Bianzano
Genua
Lagosanto
Siena Die Contrade des Waldes (ital.: Contrada della Selva)
Sicaneni In Blau fünf goldene Muscheln, 2:1:2 gestellt

### Kanada

Laval
Montebello
Sainte-Brigitte-de-Laval

### Kap Verde

Mindelo (alt)

### Kolumbien

Mosquera

### Kroatien

Brod Moravice
Drniš
Gunja

### Kuba

Isla Fernandina

### Litauen

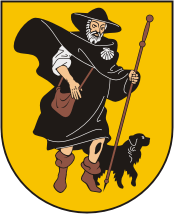
Gruzdžiai

### Luxemburg

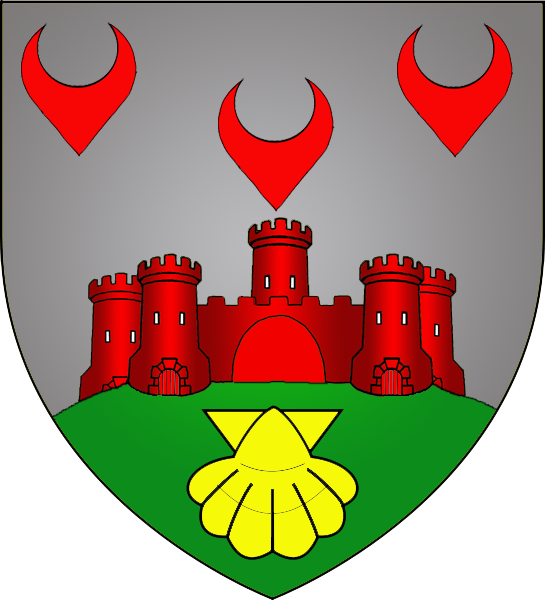
Burscheid
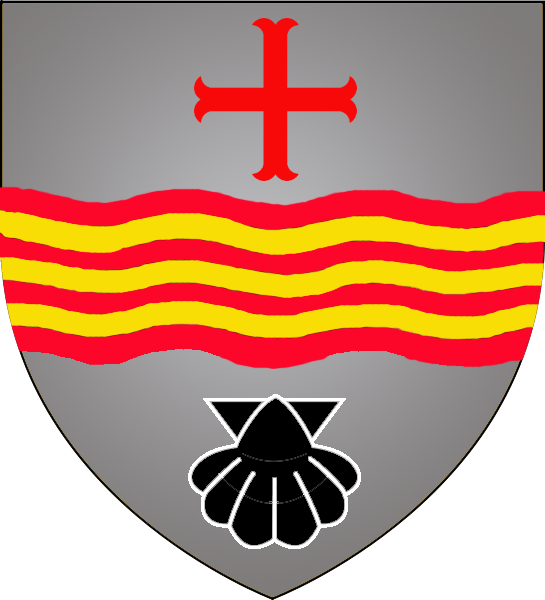
Contern

### Malta

Senglea

### Mexiko

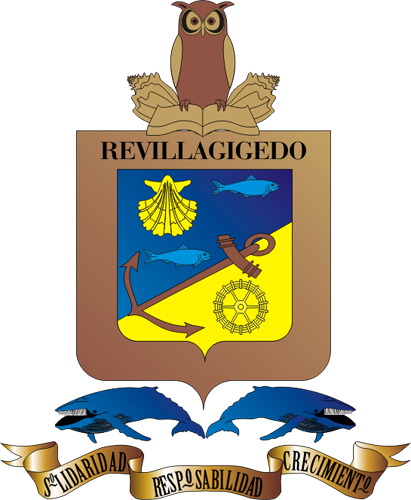
Revillagigedo-Inseln
Baja California Sur

### Niederlande

Binnenmaas
Binnenmaas (alt)
Hummelo en Keppel
Krabbendijke
Laag-Keppel
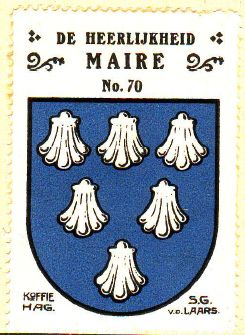
Maire
Menameradiel
Mijnsheerenland
Simpelveld
Zurich (Friesland)

### Polen

Bolimów
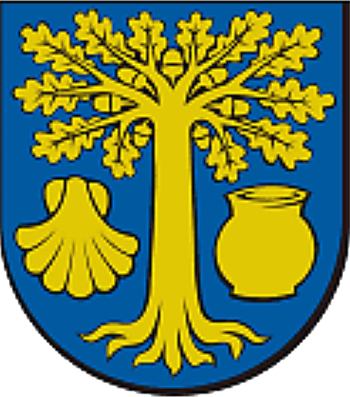
Czarna (dt. Schwarzendorf)
Jakubów
Morąg (dt. Mohrungen)
Olsztyn (dt. Allenstein)
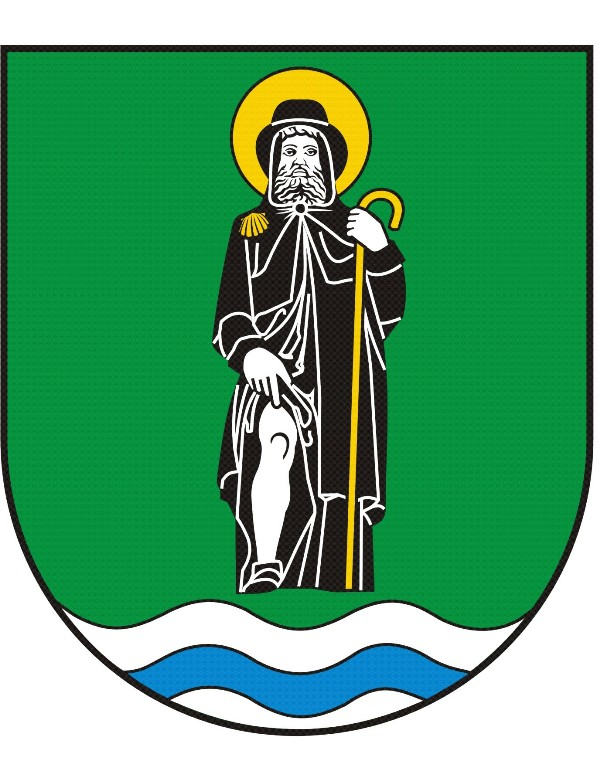
Osiek (dt. Ossiek)
Pakość (dt. Pakosch)
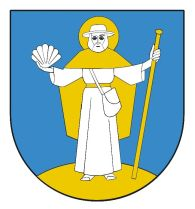
Pałecznica

### Puerto Rico

Añasco, Variante
Lajas
Santa Isabel

### Rumänien

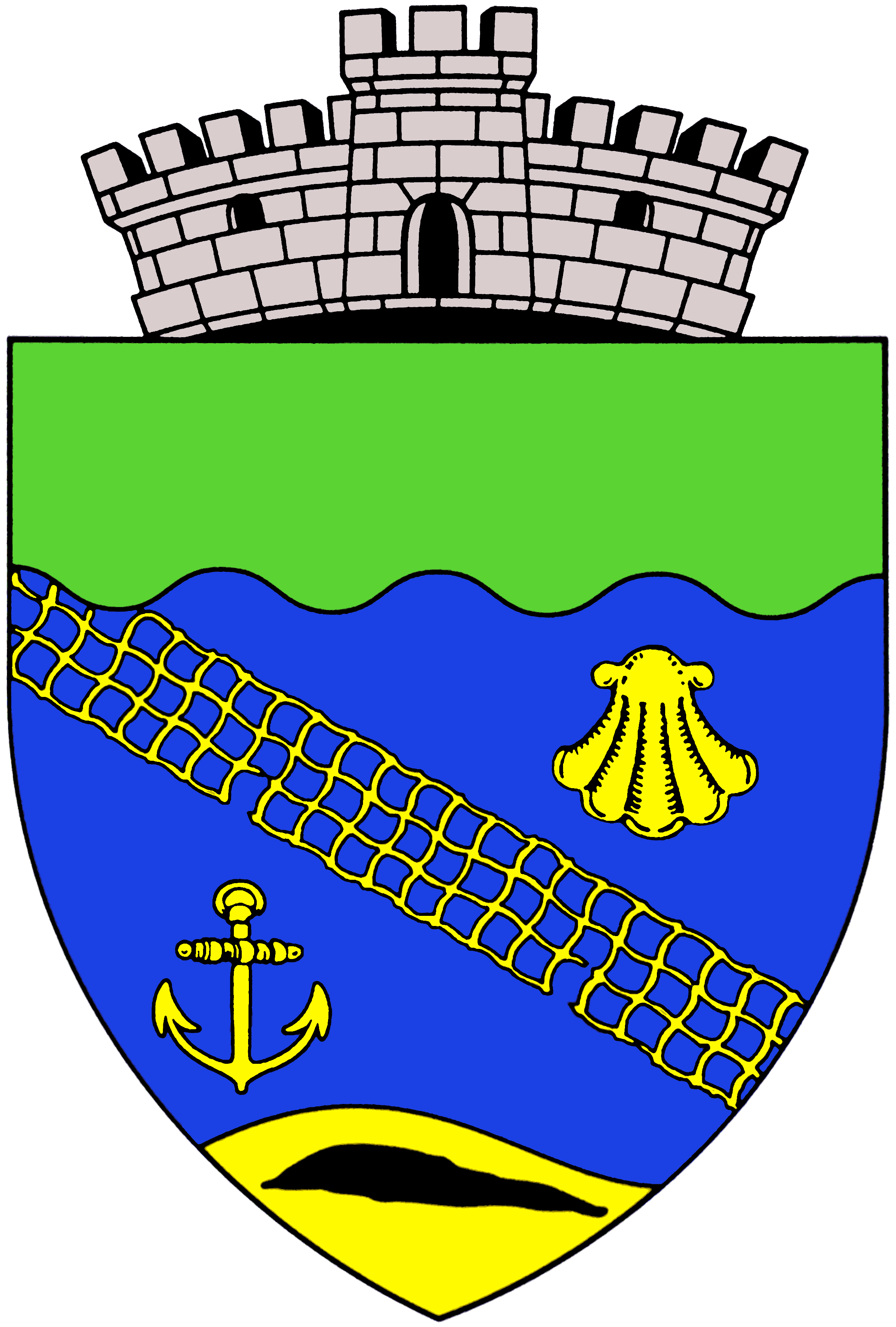
Limanu

### Russland

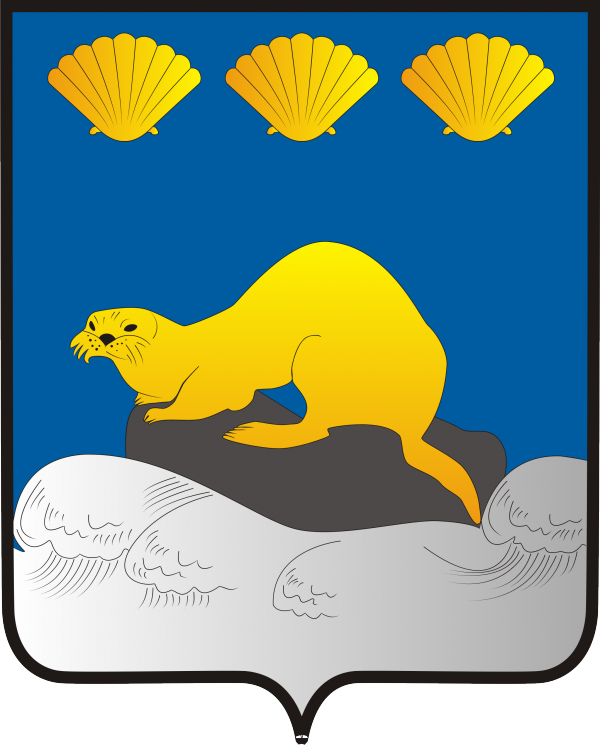
Sewero-Kurilsk

### Schweden

Partille

### Slowakei

Bobrov
Dolné Vestenice
Záhorská Ves

### Slowenien

Mirna
Vitanje

### Tschechien

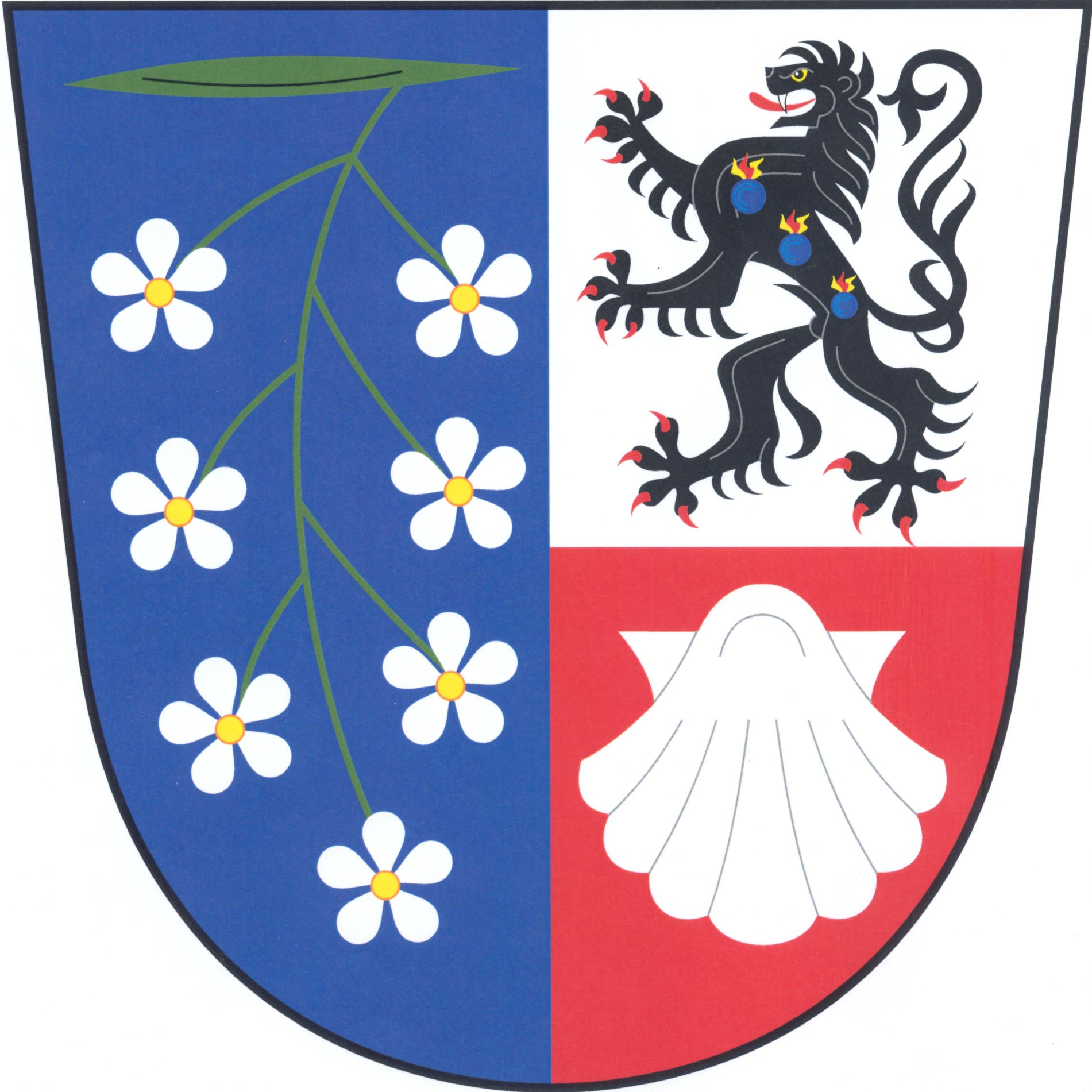
Bílá Třemešná
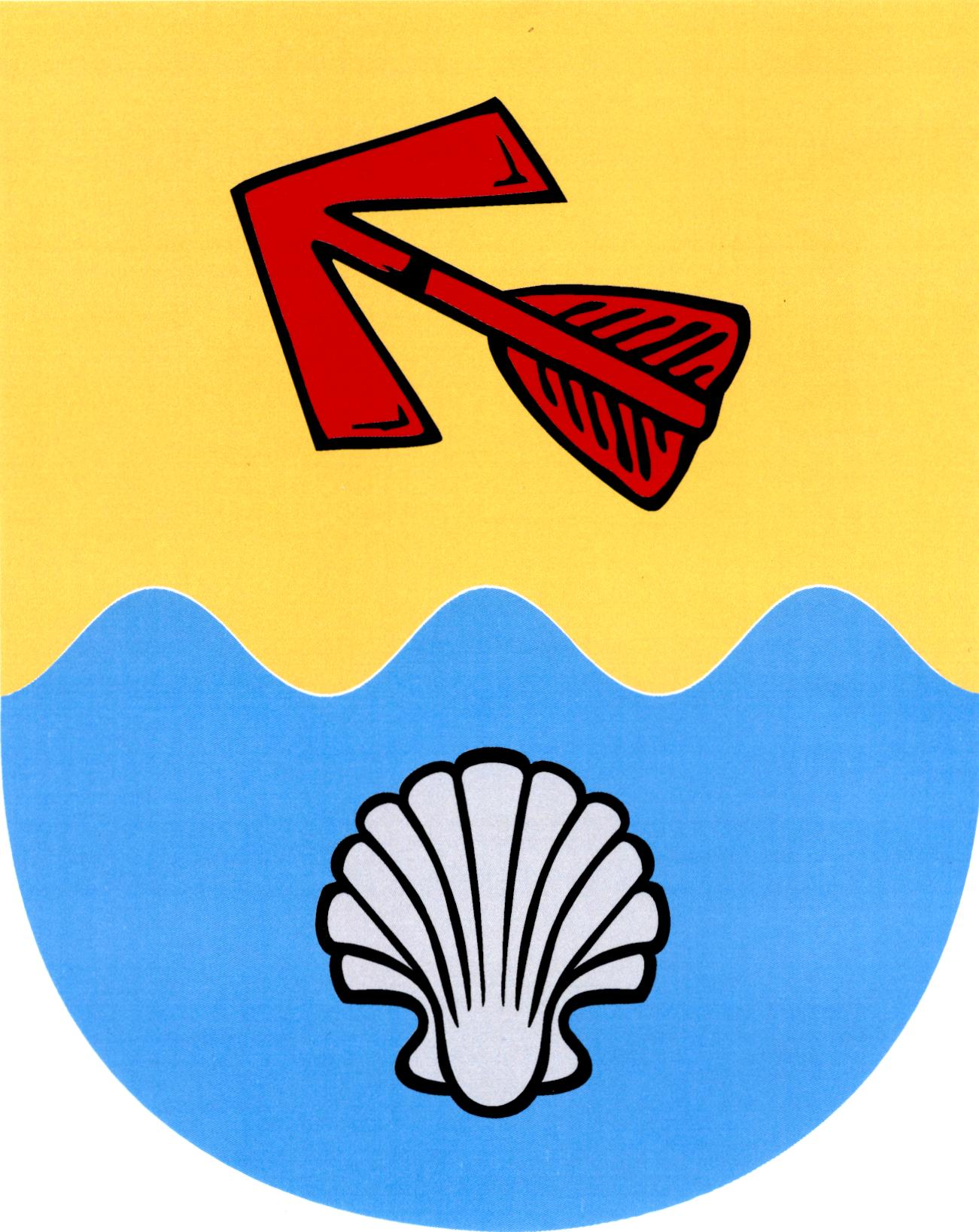
Boršov nad Vltavou
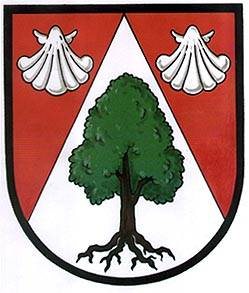
Břest
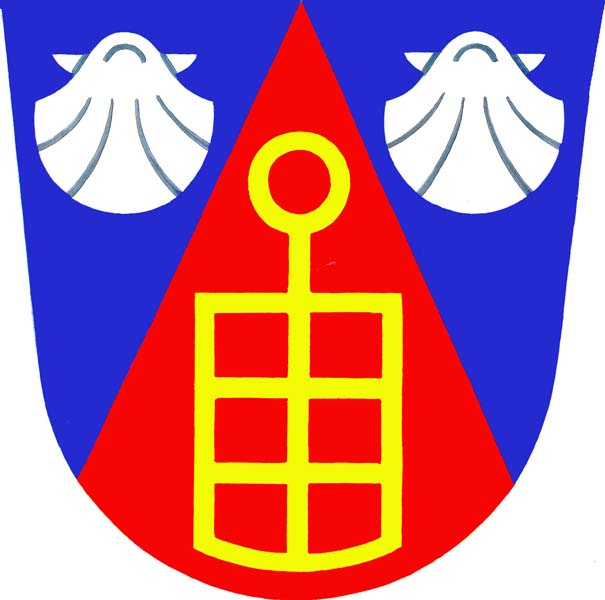
Církvice u Kutné Hory
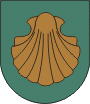
Čížová
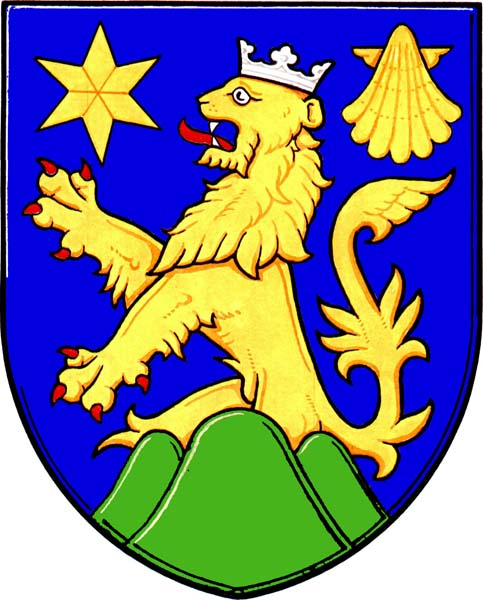
Domažlice
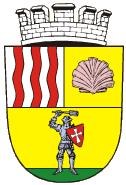
Hluboká nad Vltavou
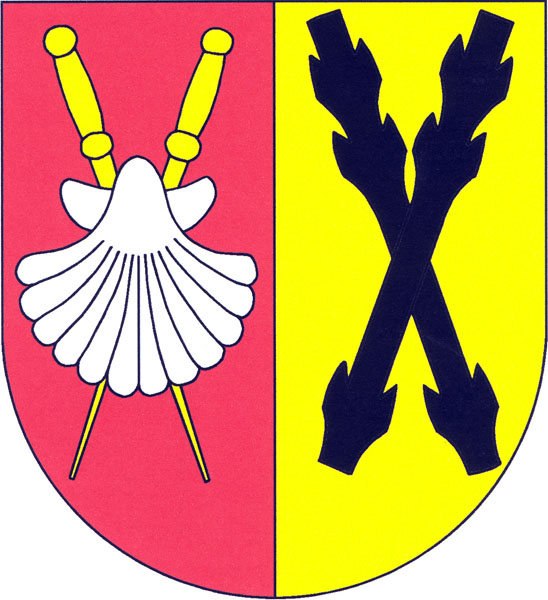
Horní Libchava
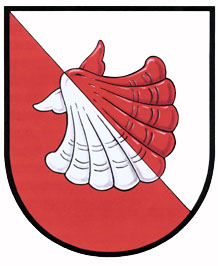
Jakubov u Moravských Budějovic
Koclířov
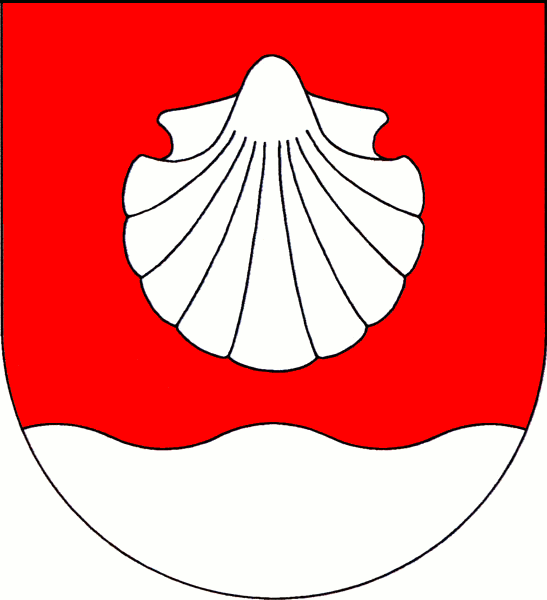
Libiš
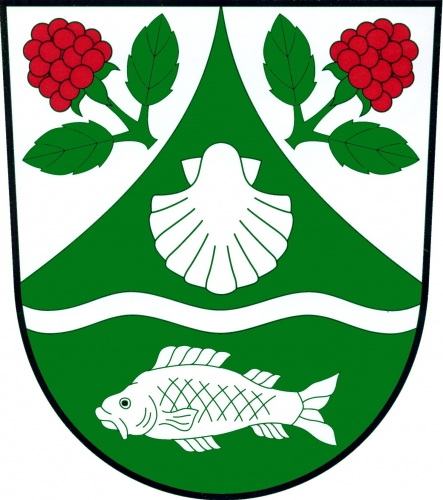
Malenice
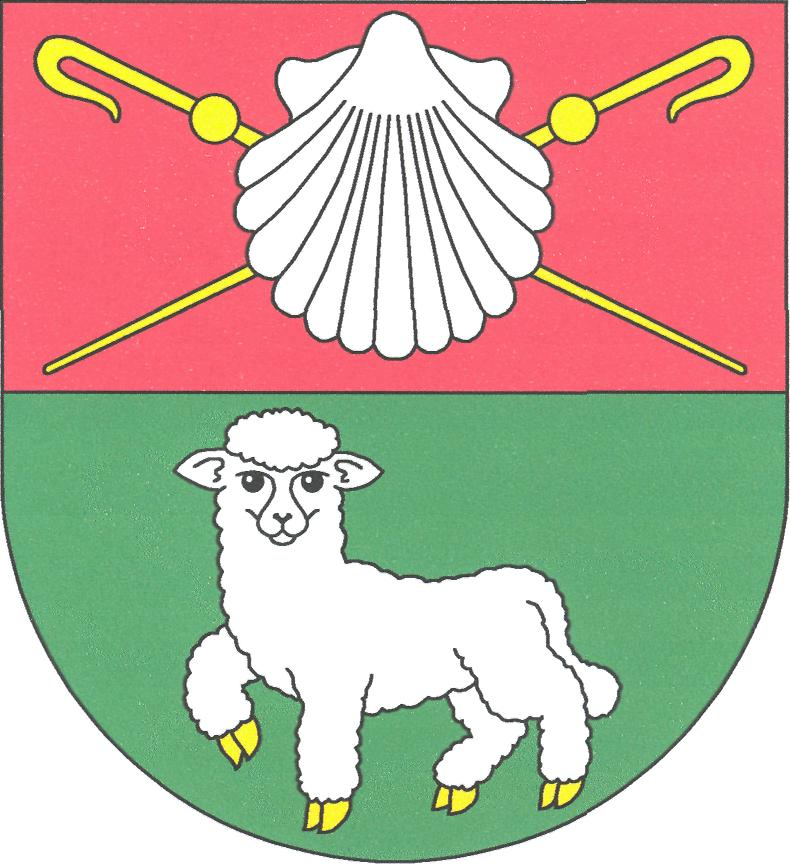
Ovčáry
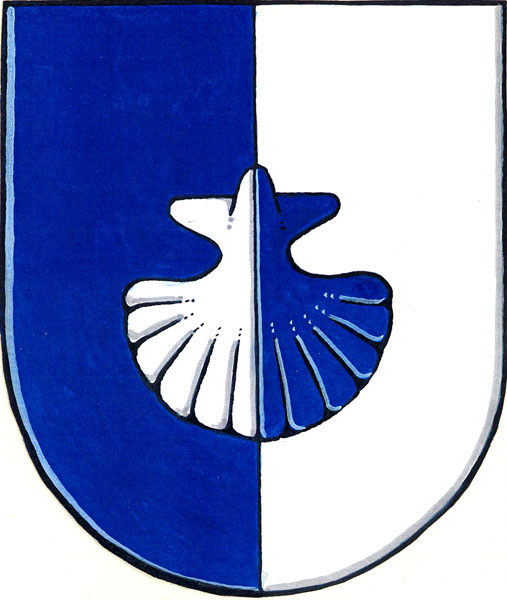
Paběnice
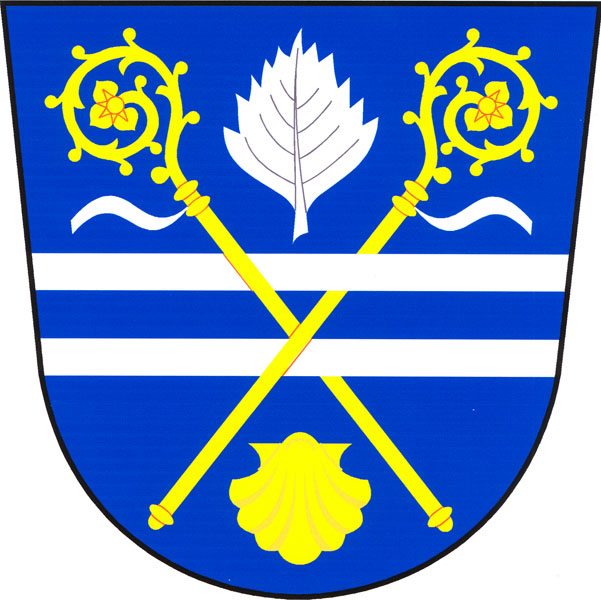
Panenské Břežany
Praha 13
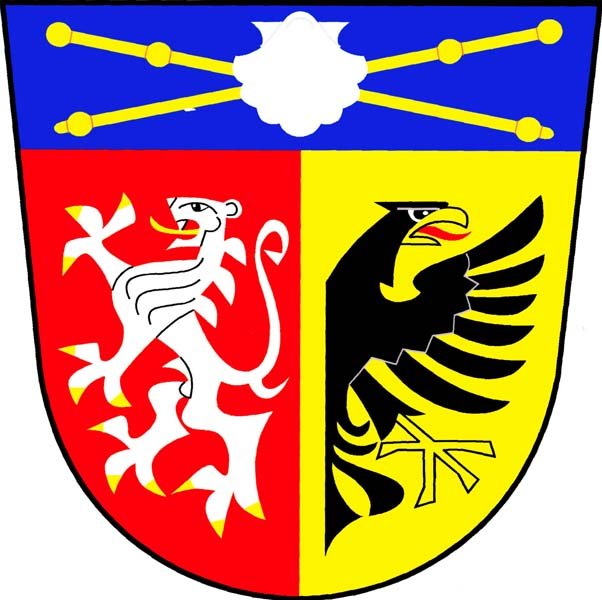
Předměřice nad Jizerou
Ratenice
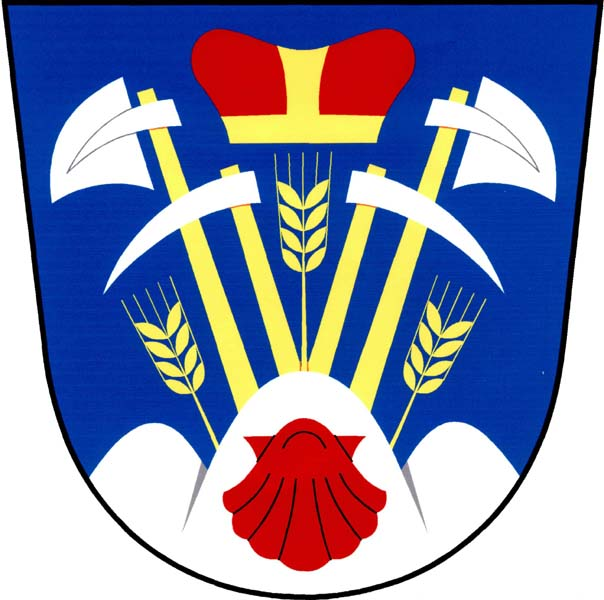
Rohozná u Jihlavy
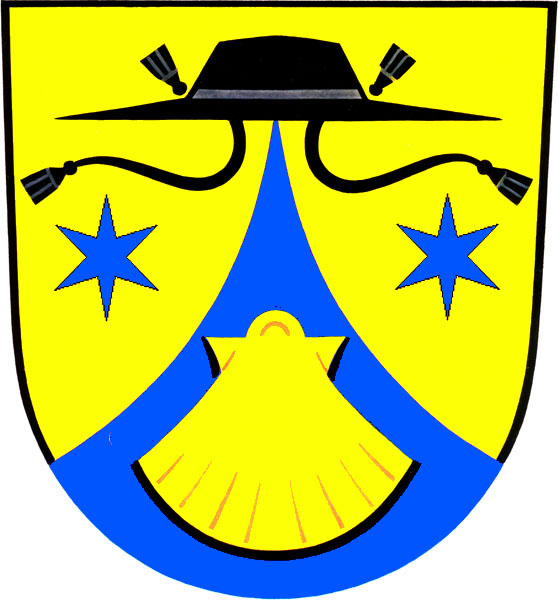
Roštín
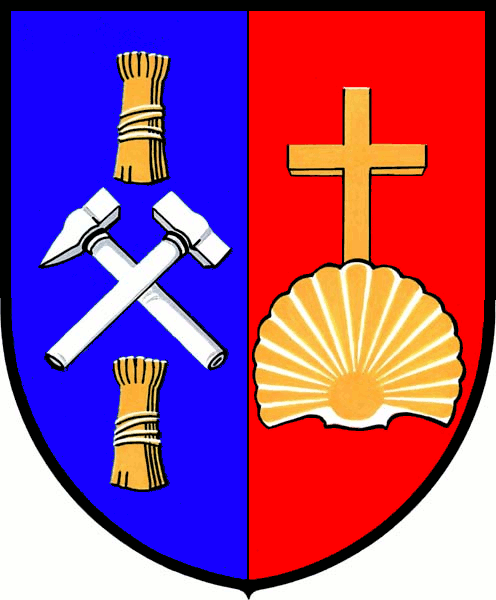
Srbice
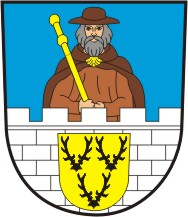
Staňkov
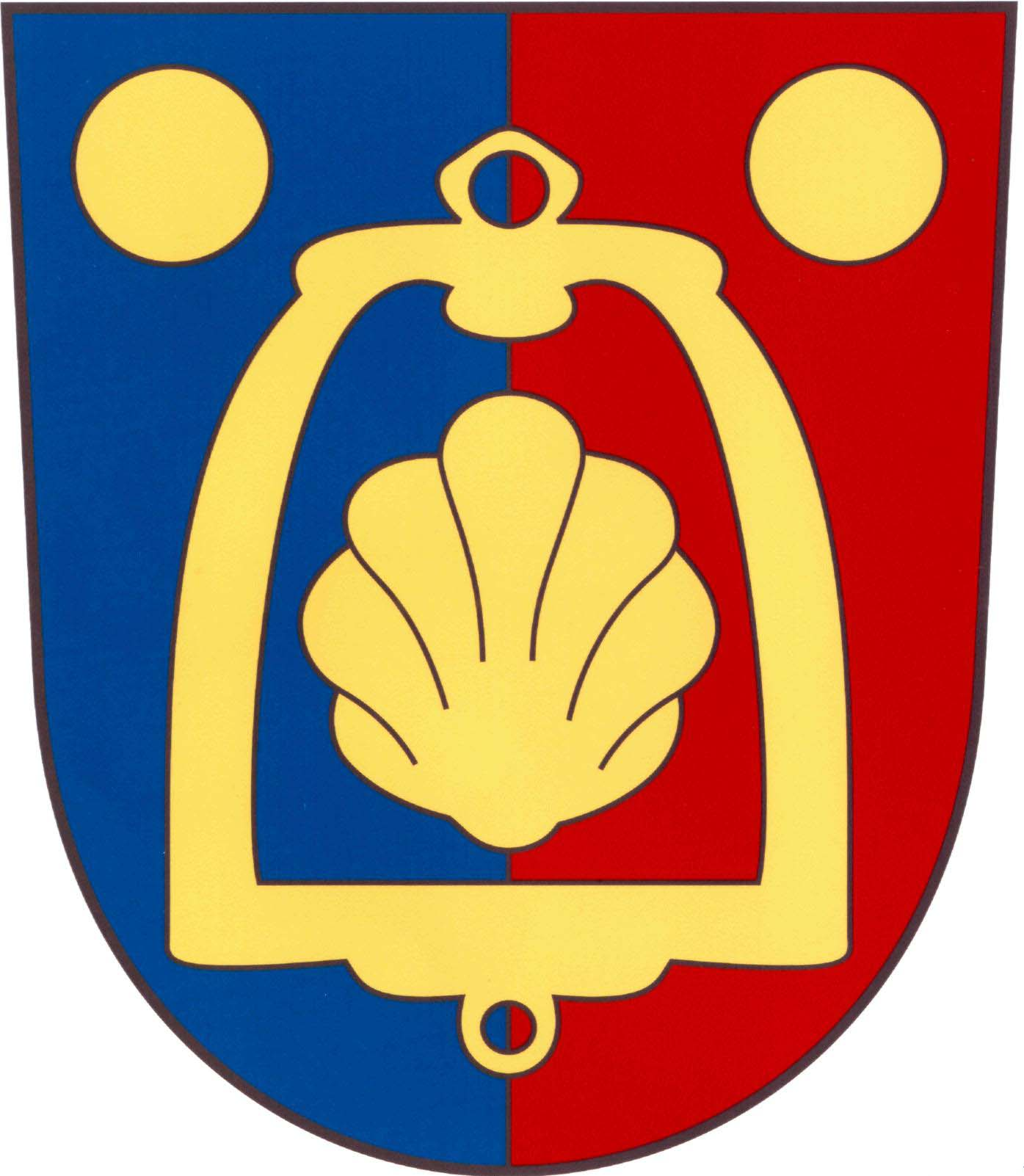
Stračov
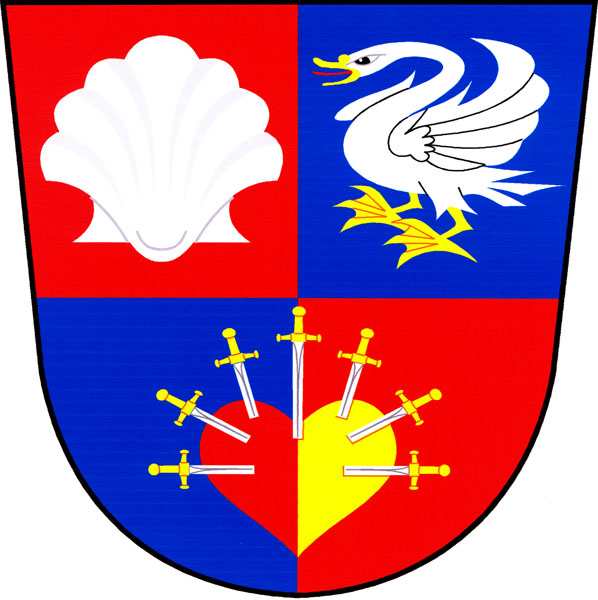
Suchdol u Konice
Sviadnov
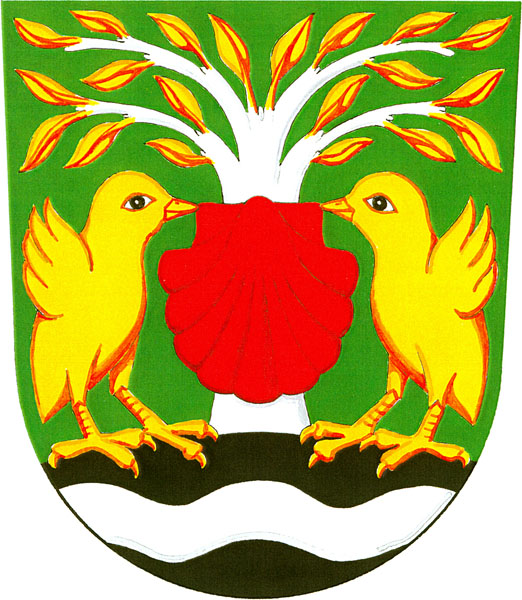
Tachlovice
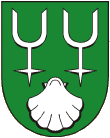
Tečovice
Třebařov
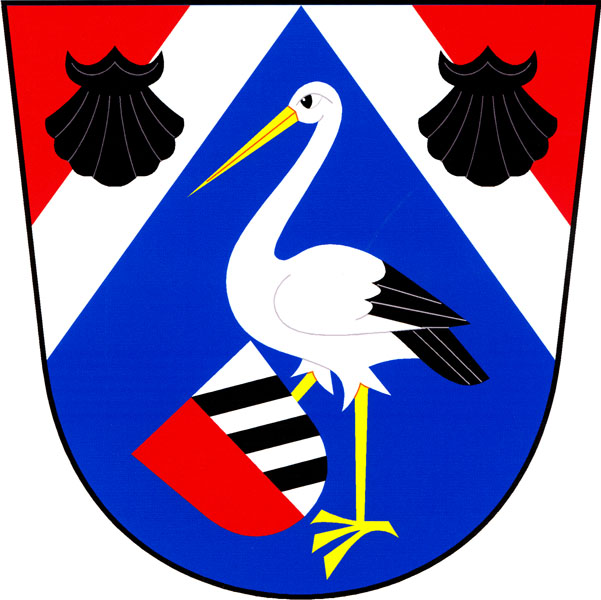
Tučapy u Soběslavi
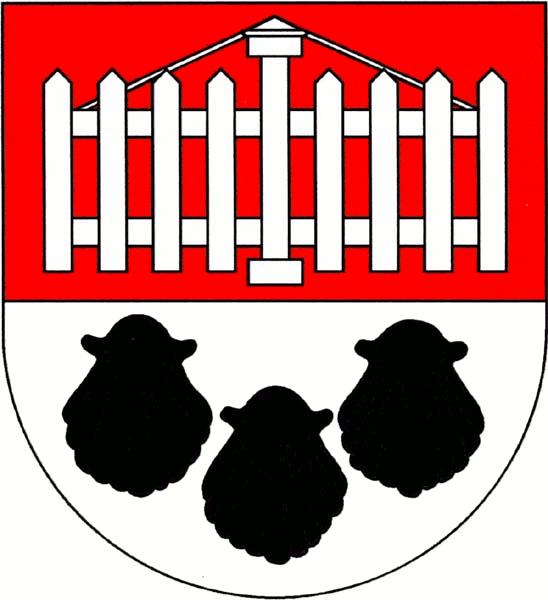
Velká Hleďsebe (deutsch Groß Sichdichfür, auch Großsichdichfür)
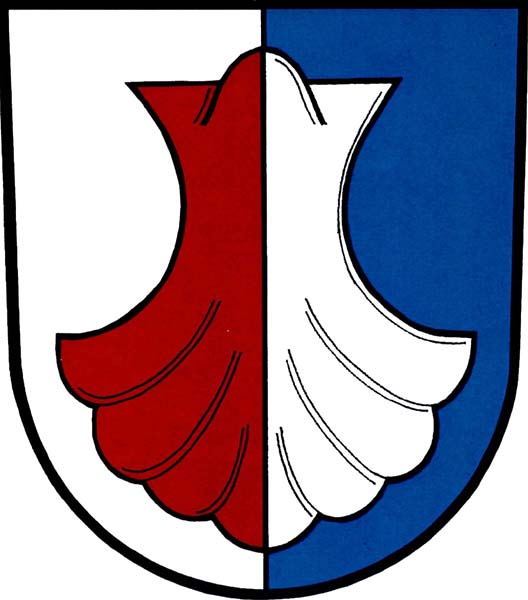
Velká Losenice
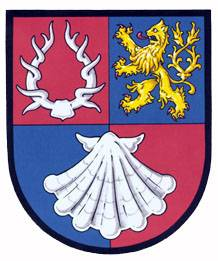
Velký Újezd
Vendryně
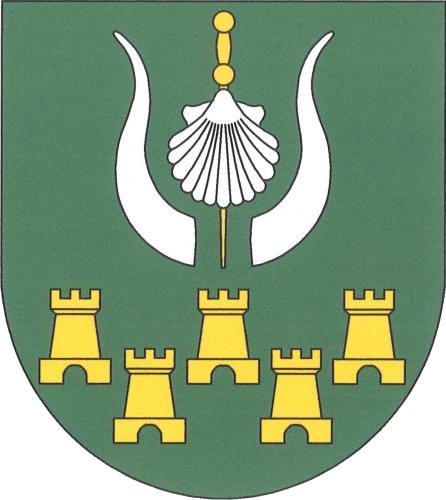
Vojkov
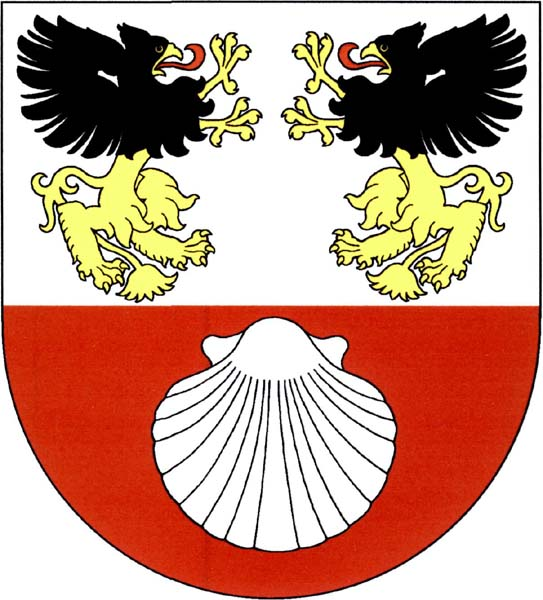
Zápy
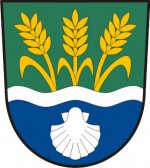
Želnava
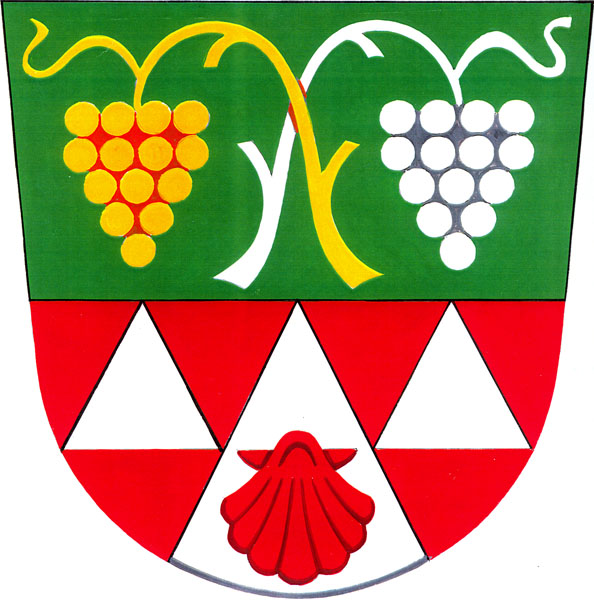
Želetice u Kyjova
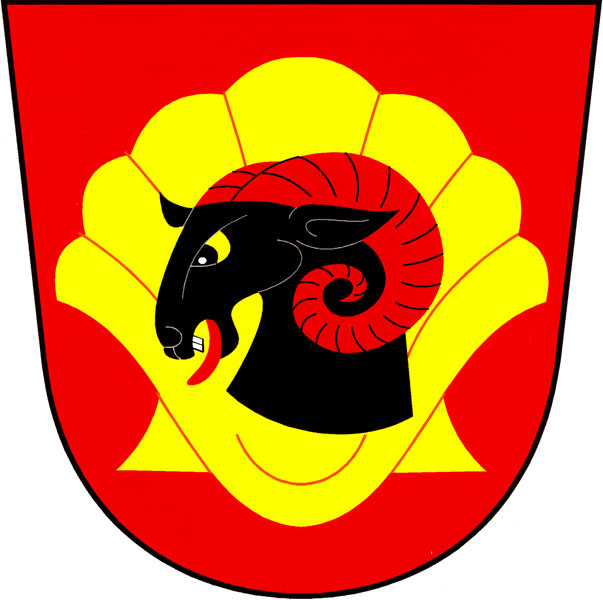
Želetice u Znojma

### Ukraine

Oktjabrske

### Ungarn

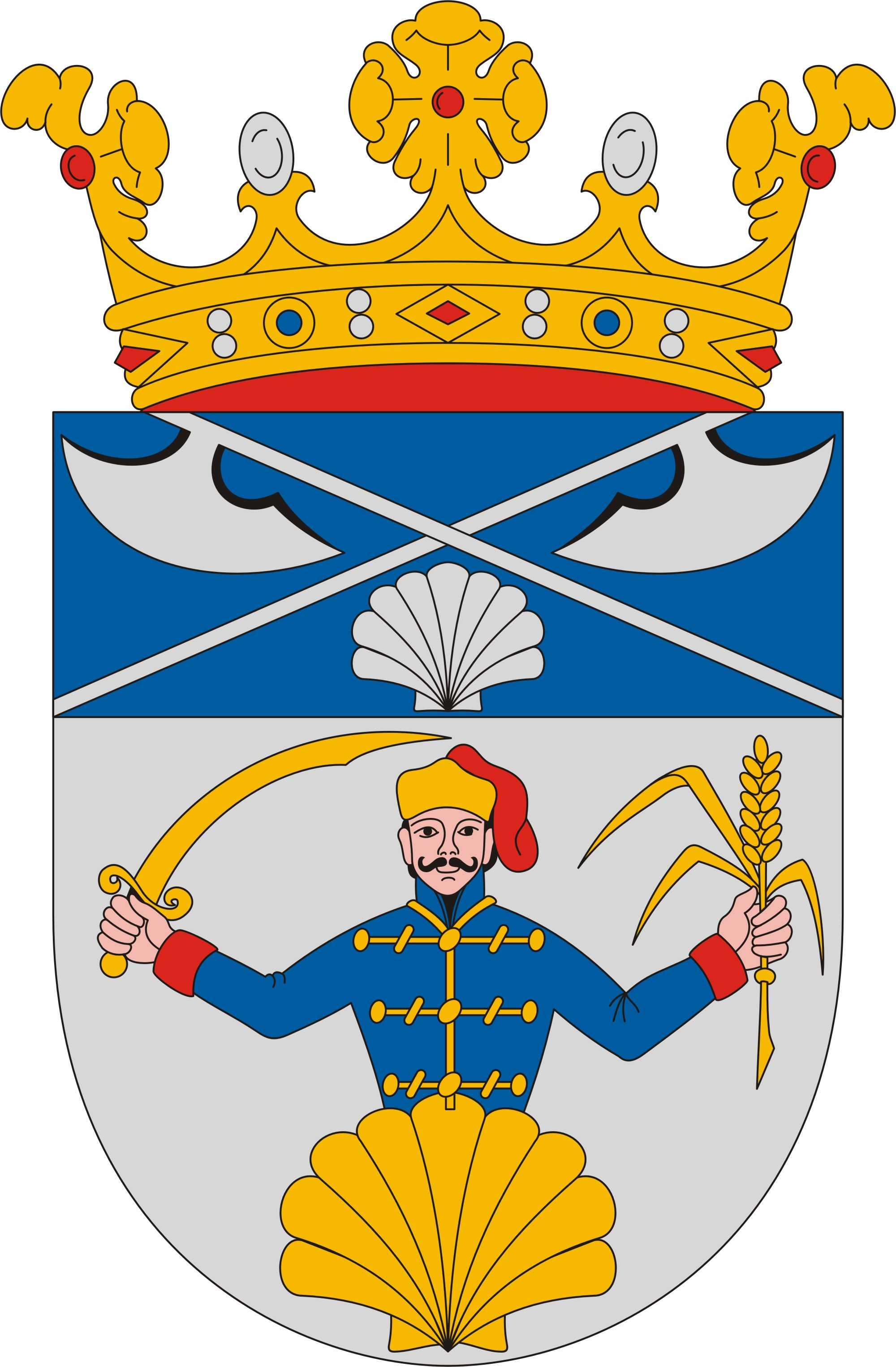
Fülöpjakab
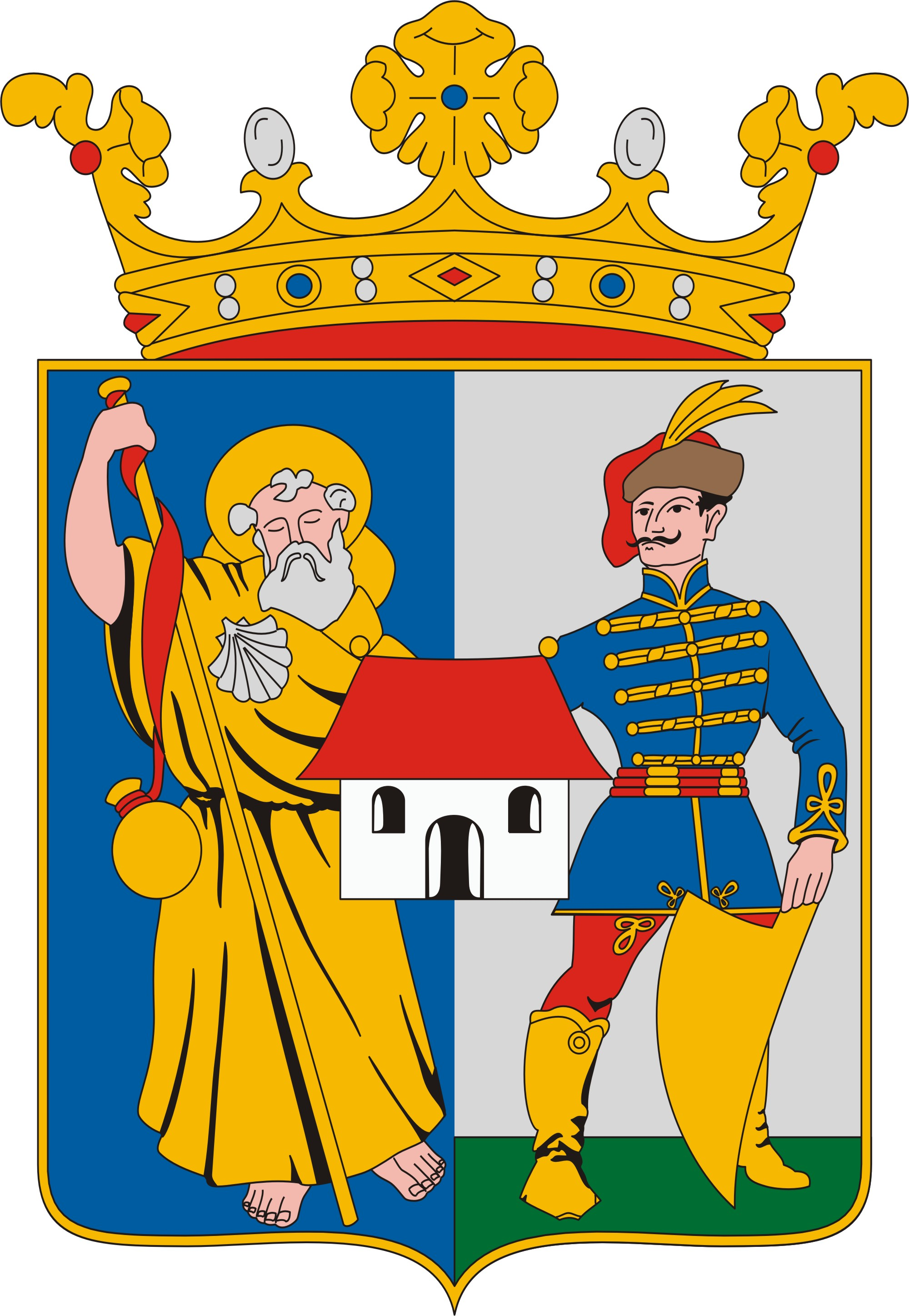
Jakabszállás
Zalaszentjakab

### Venezuela

Caracas
Caracas (neu)

## Militär, Polizei usw.

Ehemalige 4. Militär-Region „Noroeste“ der Spanischen Armee, 1997–2002
„Noroeste“ (Corunna City)
Deputy Inspector des Generalbüros „Noroeste“ der Spanischen Armee
Guardia Civil in La Rioja
7. Battalion (BZAP-VII) BRILAG (Spanien)
Comandancia Naval de La Coruña, Armada Española
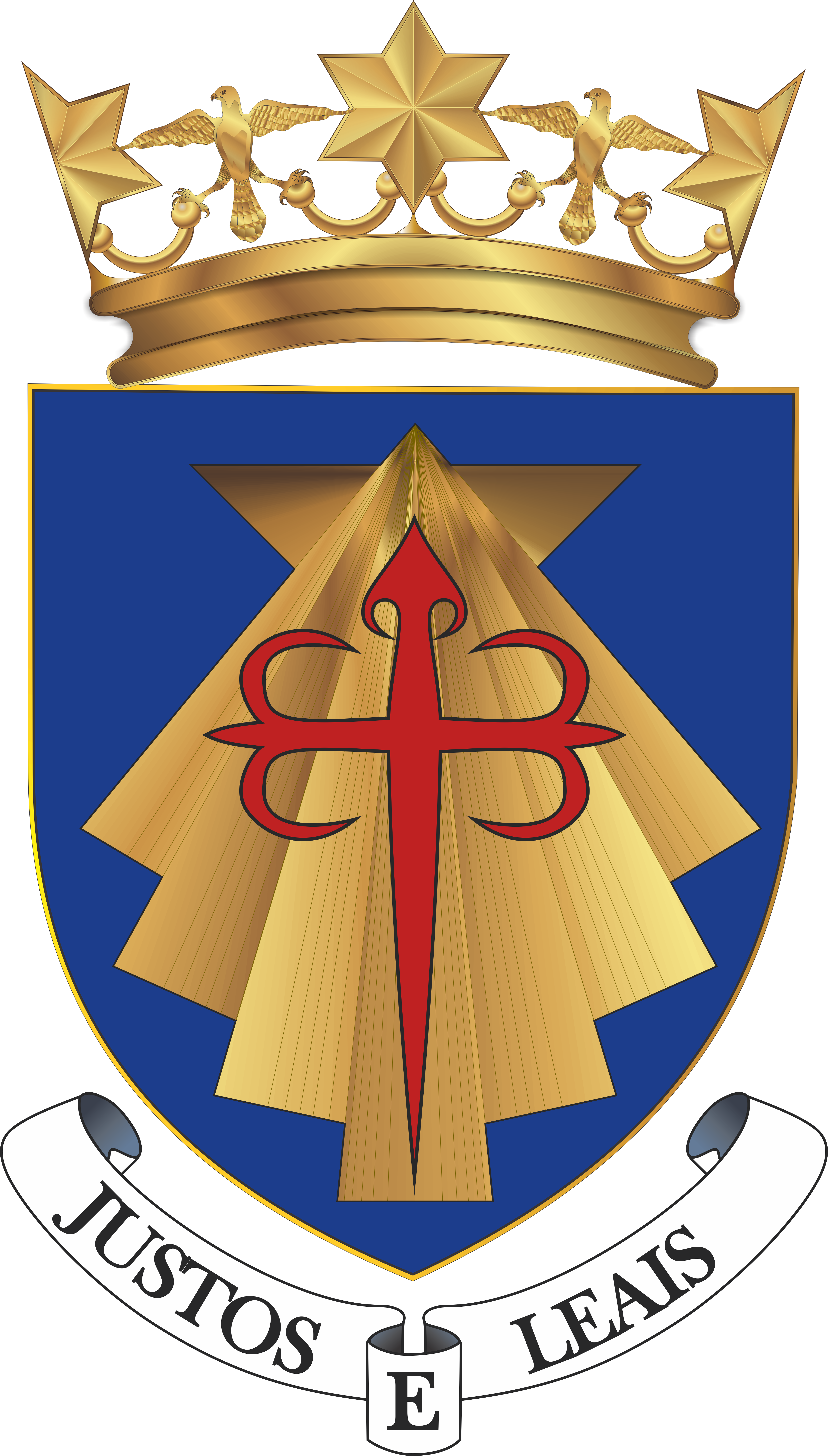
Brasão de Armas do Comando Distrital de Setúbal da PSP
Obras n.º 4, COBRA-4, Ejército de Tierra Español
Grupo de Abastecimiento I/61, GRABTO-I/61. Agrupación de Apoyo Logístico n.º 61
Unidad de Servicio de Base „Conde de Gazola“, USBA
Unidad de Servicio de Base „Jaime I“, USBA

## Universitäten, Colleges, Schulen

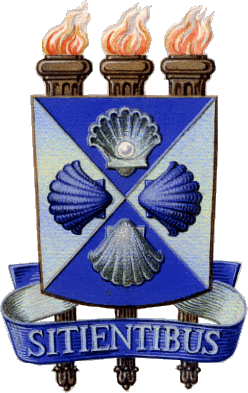
Universidade Estadual de Feira de Santana, Brasilien
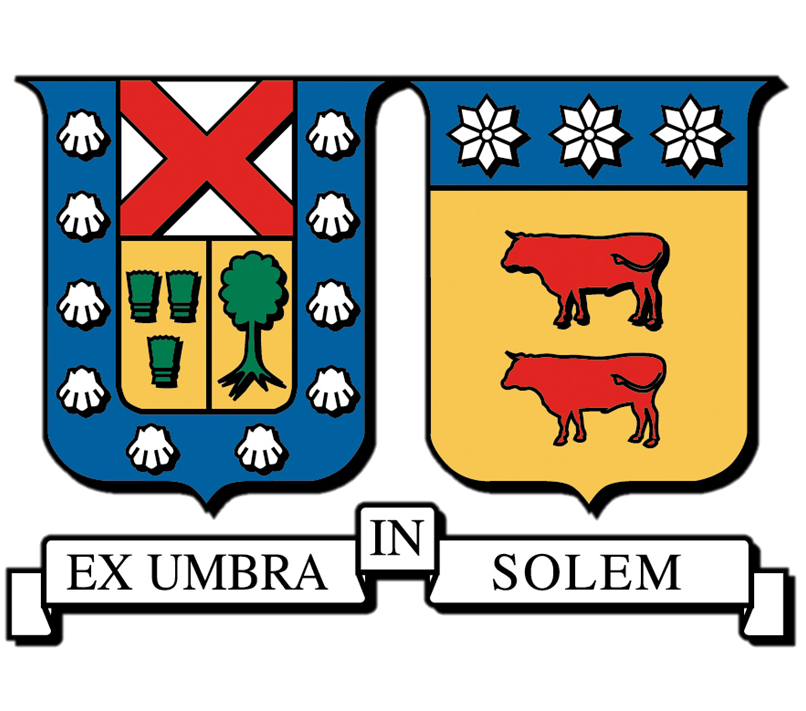
Universidad Técnica Federico Santa María, Chile
Chile
St. Paul’s College, Hongkong
Universität Burgos Burgos, Spanien
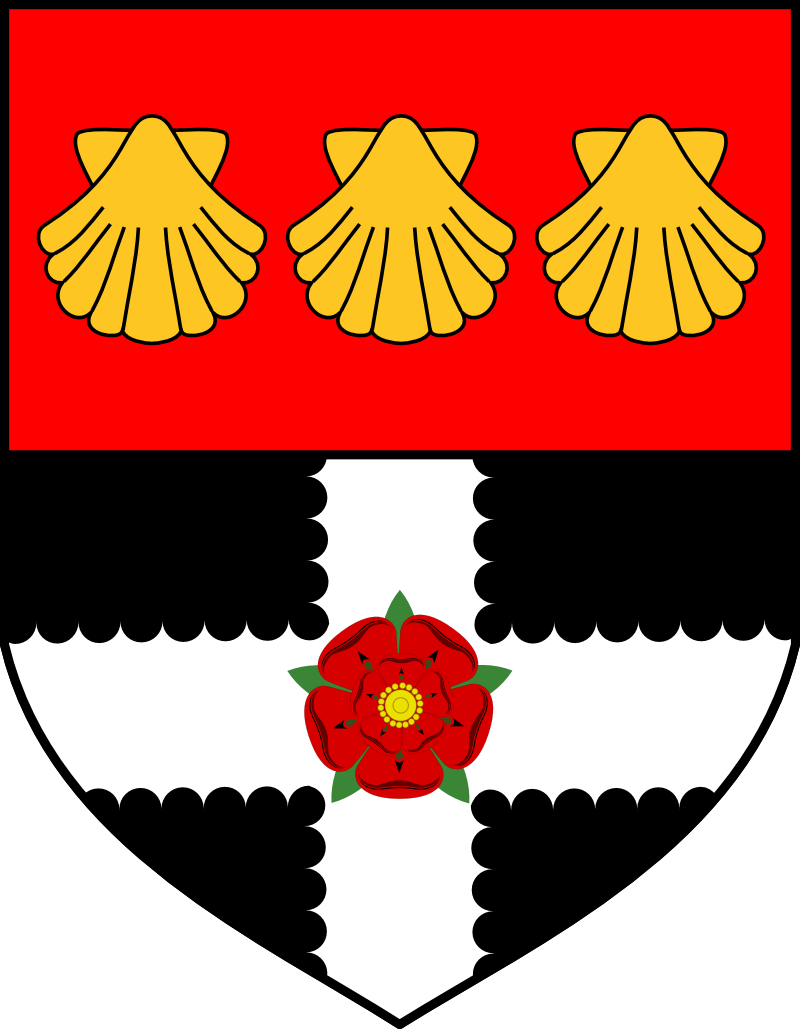
University of Reading, UK Das in Gold und Schwarz geteilte Wappen zeigt oben balkenweise drei goldene Muscheln und unten mittig eine rote Rose mit goldenem Butzen im silbernen gemeinen Schuppenkreuz
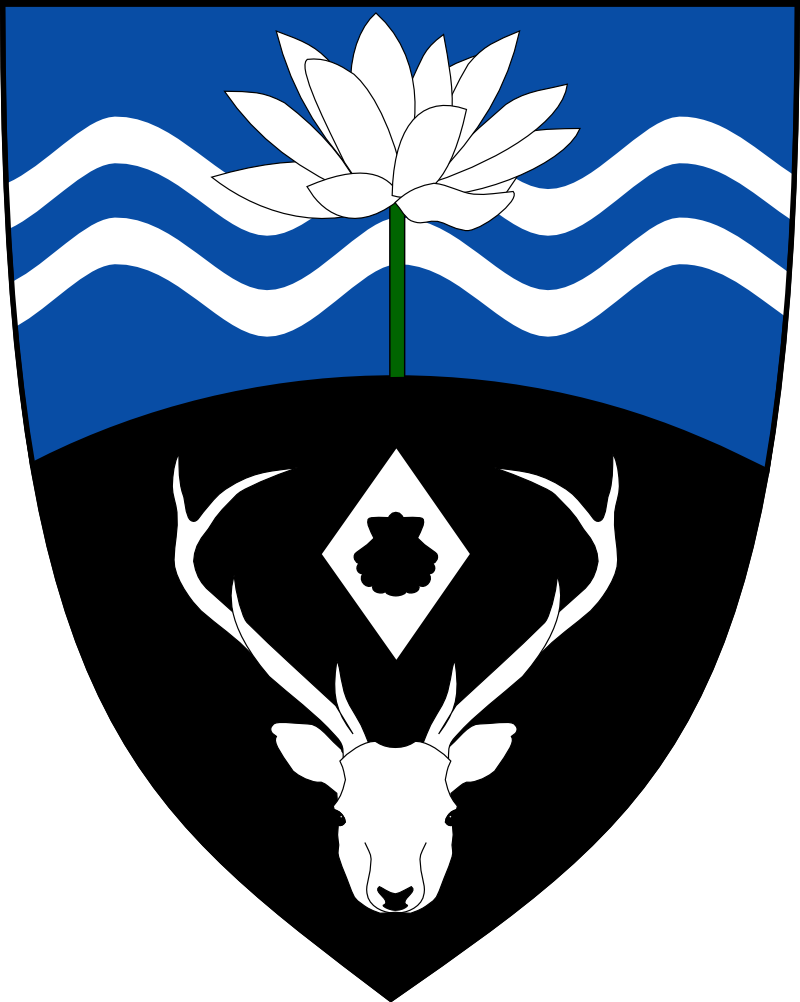
Lucy Cavendish College, Cambridge, UK
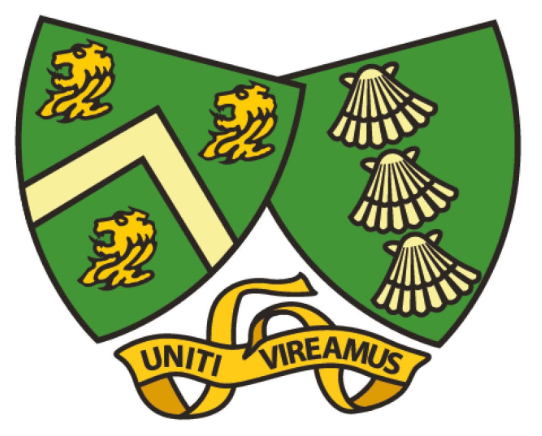
Chard Scholl UK
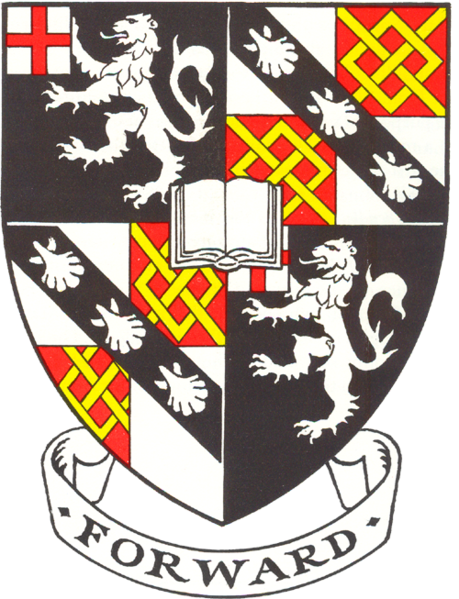
Churchill College, Cambridge, UK
Darwin College, Cambridge, UK
Gonville and Caius College, Cambridge, UK
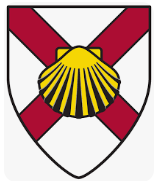
King's School Rochester, UK
Linacre College, Oxford, UK
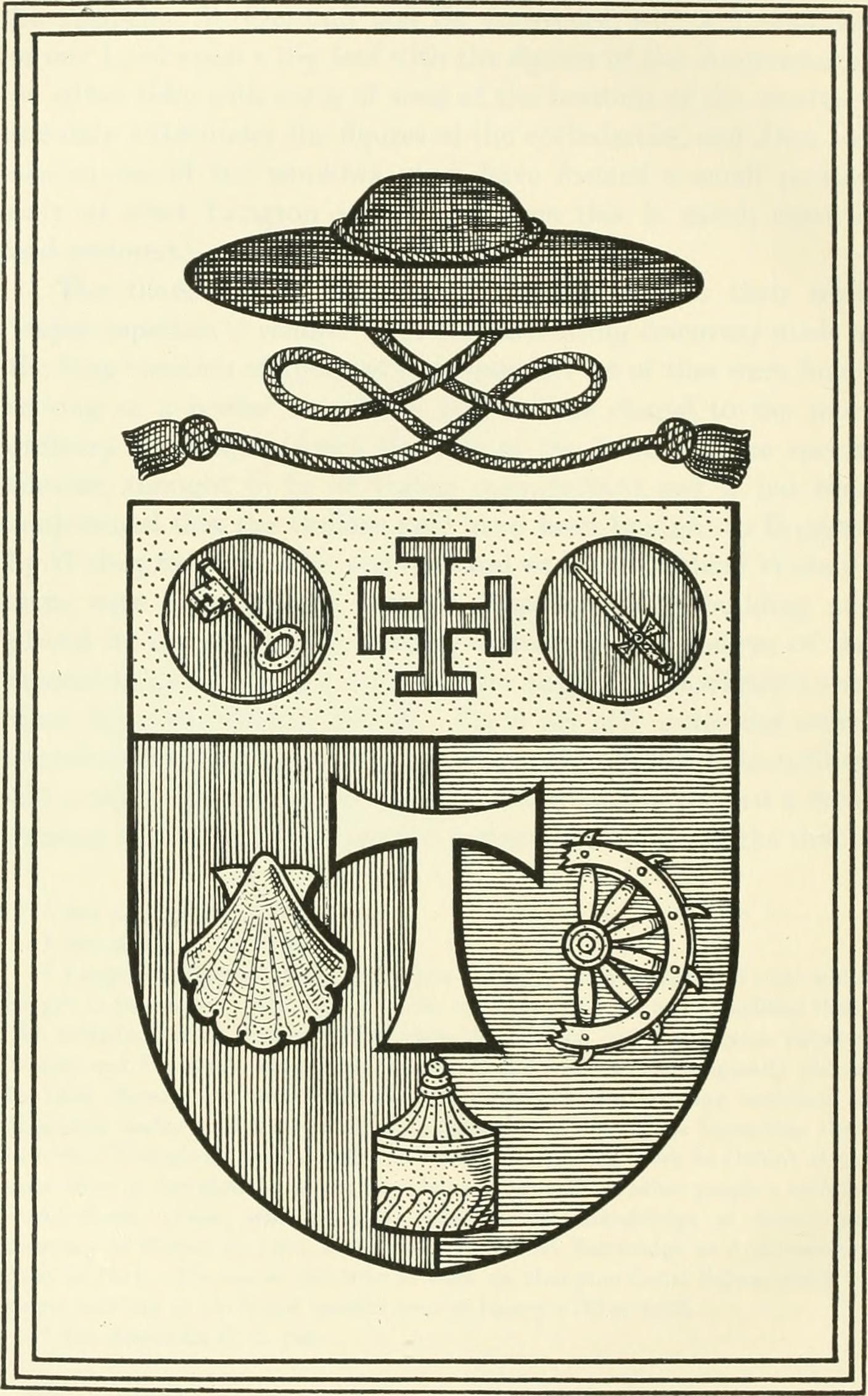
Queen’s College (1921), Oxford, UK
College of St. Hild and St. Bede; Durham, UK
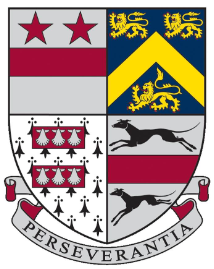
Solihull School UK
Wadham College, Oxford, UK
Sorin Hall, University of Notre Dame, USA
Wesleyan University, USA

## Weitere Symbole mit der Jakobsmuschel

### Pilgerzeichen

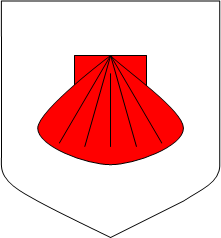
Pilgerzeichen auf dem Jakobsweg
Pilgerzeichen, moderne Ausführung
Pilgerzeichen in Süddeutschland
Pilgerzeichen in der Pfalz
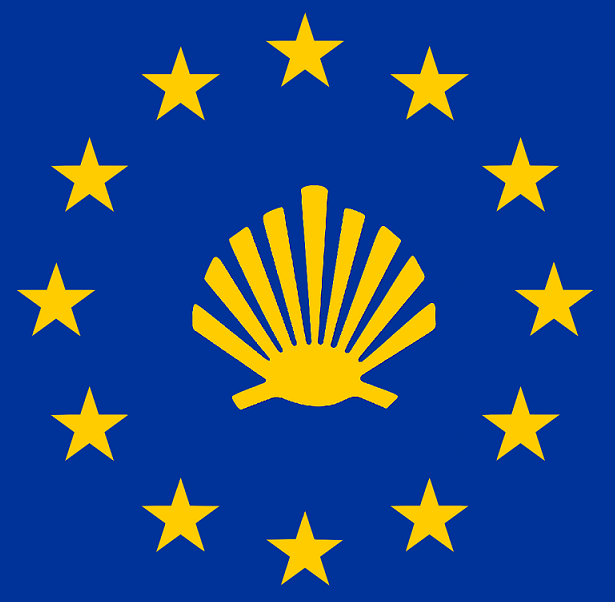
Pilgerzeichen in Polen

### Sportvereine

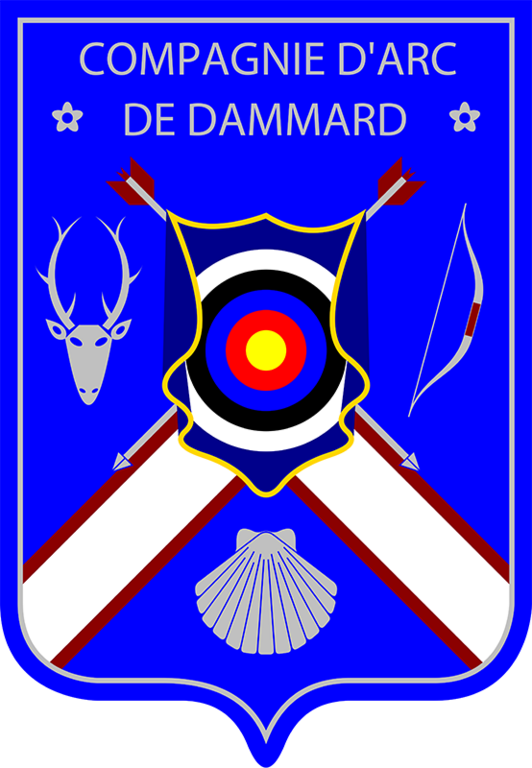
Sportverein Dammard Frankreich
Atlético Arteixo Spanien
CD Binissalem Spanien
CX Sanxenxo Spanien

### Sonstige

Royal-Dutch-Shell-Logos seit den 1930ern
„Herzogtum am Siebenwindigen Meer“ (fiktiv)